# Gestrichene Linie

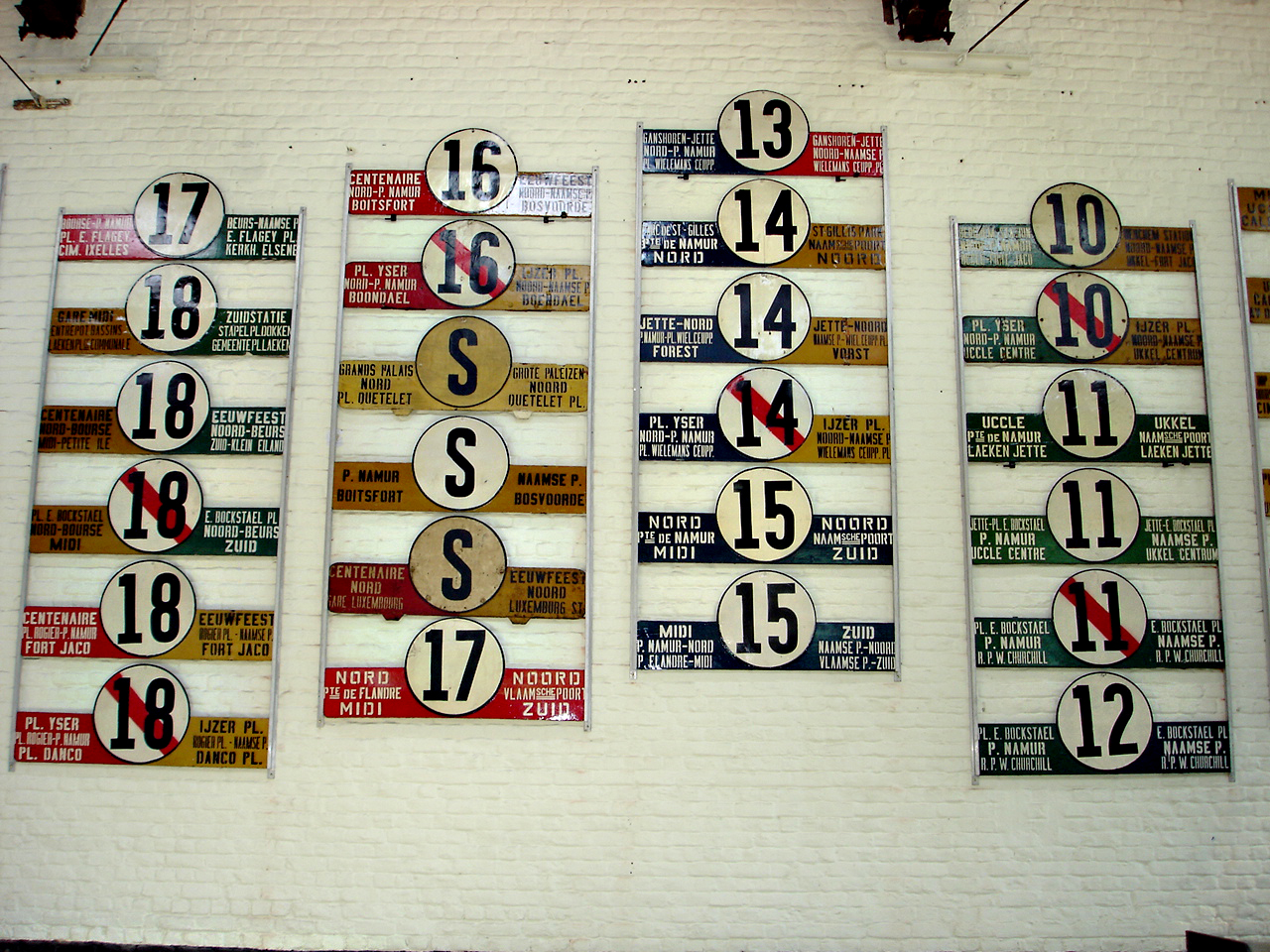
Historische Routentafeln der Straßenbahn Brüssel mit gestrichenen Liniennummern

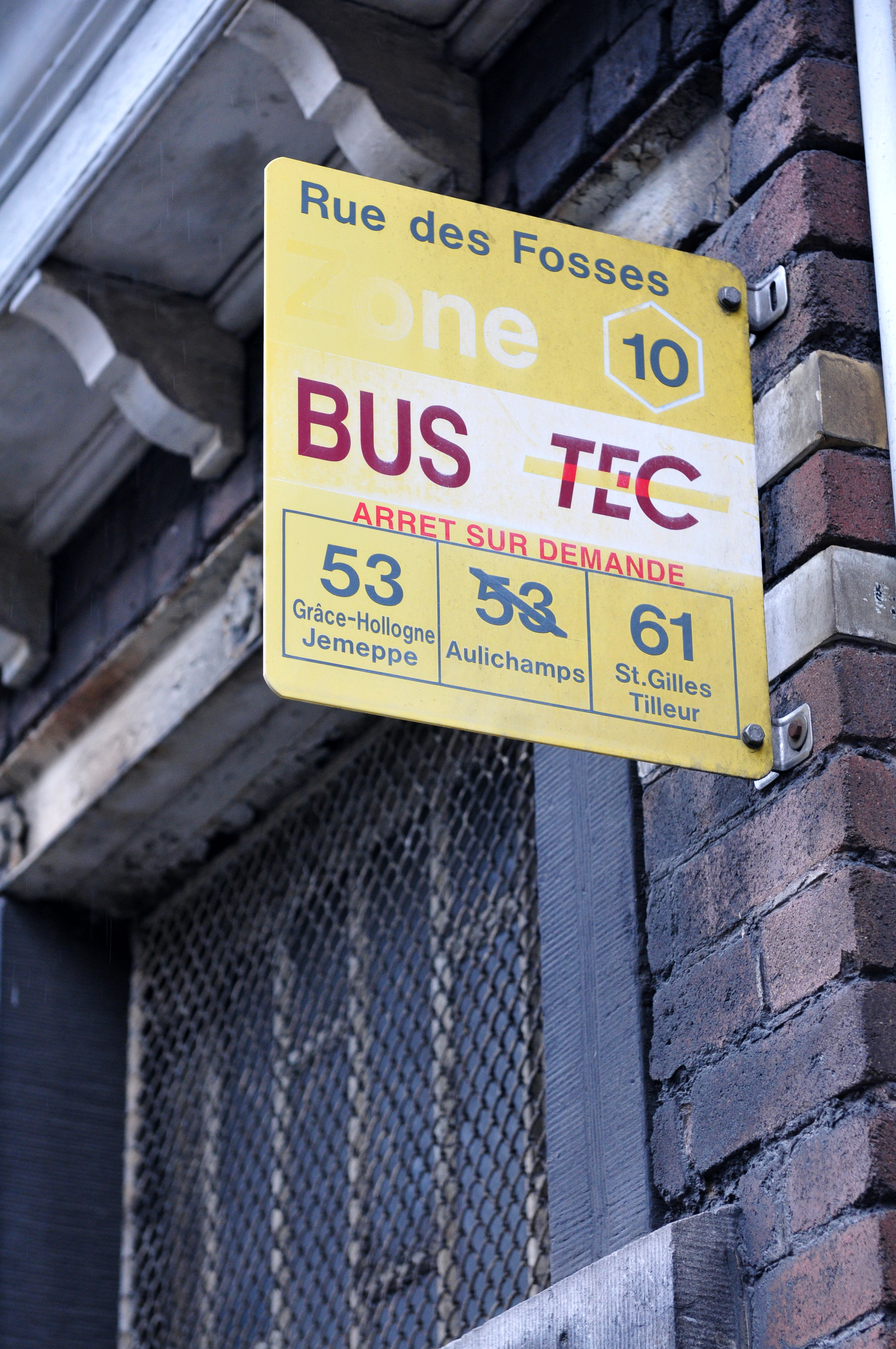
Haltestellenschild in Lüttich, die Autobuslinie 53 wird einmal regulär und einmal gestrichen aufgeführt

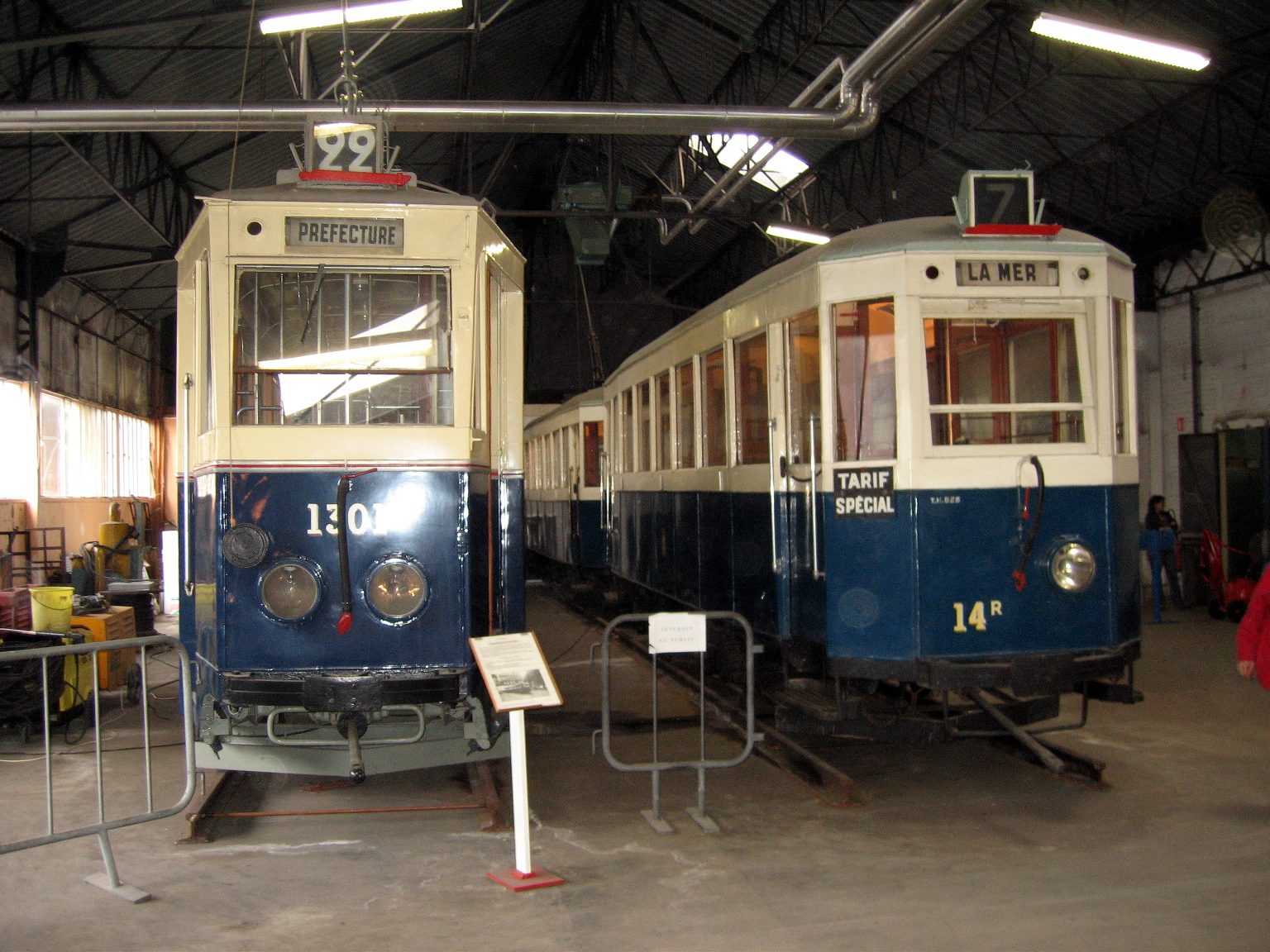
Straßenbahn Marseille: die fest eingebauten roten Metallbalken dieser beiden Wagen schauen in waagrechter Position rechts etwas über die Liniennummernanzeige hinaus, bei Bedarf konnten sie diese in diagonaler Position überlagern

Als gestrichene Linie oder durchgestrichene Linie wird in Straßenbahn-, Oberleitungsbus- und Omnibusnetzen – und darüber hinaus bei manchen Vororteisenbahnen und beim Vaporetto-System in Venedig – eine spezielle Linie oder Linienführung bezeichnet, bei der die reguläre Linienbezeichnung mit einem Balken (durch)gestrichen respektive hinterlegt ist. Dieser kann dabei als Diagonalbalken von links unten nach rechts oben oder von links oben nach rechts unten beziehungsweise in Ausnahmefällen auch als waagrechter Querbalken ausgeführt sein. Damit soll auf einen von der nicht-durchgestrichenen Stammlinie abweichenden Linienweg hingewiesen werden. Der Querstrich ist meist in roter Kontrastfarbe gehalten, um bereits von weitem erkennbar zu sein. Wird die Liniennummer respektive der Linienbuchstabe hingegen in weißer Negativschrift auf dunklem Hintergrund dargestellt, so ist meist auch der Querstrich weiß. 
Alternativ wird der Linienbezeichnung aus grafischen Gründen ein Schrägstrich respektive Backslash vor- oder nachgestellt, insbesondere bei digitalen Matrixanzeigen. Letztere führten vielerorts zur Aufgabe der gestrichenen Liniensignale, da einerseits mit einfarbigen Anzeigen keine rote Kontrastfarbe erzeugt werden kann oder andererseits die grobe Bildauflösung der anfänglich üblichen Flip-Dot-Anzeigen die Darstellung erschwerte. Eine weitere Variante ist die Verwendung von einem oder mehreren Zusatzbuchstaben. „Gestrichene“ Linien sind aus Belgien, Deutschland, Frankreich, Italien und Rumänien bekannt, früher waren sie außerdem in Algerien, in Griechenland, in Österreich, in Portugal, in der Schweiz, in der Türkei, in Ungarn und in den Vereinigten Staaten anzutreffen. 
Teilweise existierten früher auch mechanische Vorrichtungen, mit denen bei Bedarf ein Metallbalken vor die Liniennummer gedreht oder geschoben wurde – so etwa in Hannover, Wien sowie standardmäßig bei vielen französischen Oberleitungsbussen und Omnibussen.
Nicht immer besteht dabei zu einer durchgestrichenen Linie auch eine entsprechende Stammlinie. So gibt es bei der Straßenbahn Arad beispielsweise eine Linie 18 barat, jedoch keine reguläre Linie mit dieser Nummer. Weitere Beispiele sind die kurzlebige Oberleitungsbuslinie 2 barré in Grenoble, die nur von 1952 bis 1953 verkehrte, oder die ehemalige Linie 5 barrato der Straßenbahn Palermo.

## Darstellung

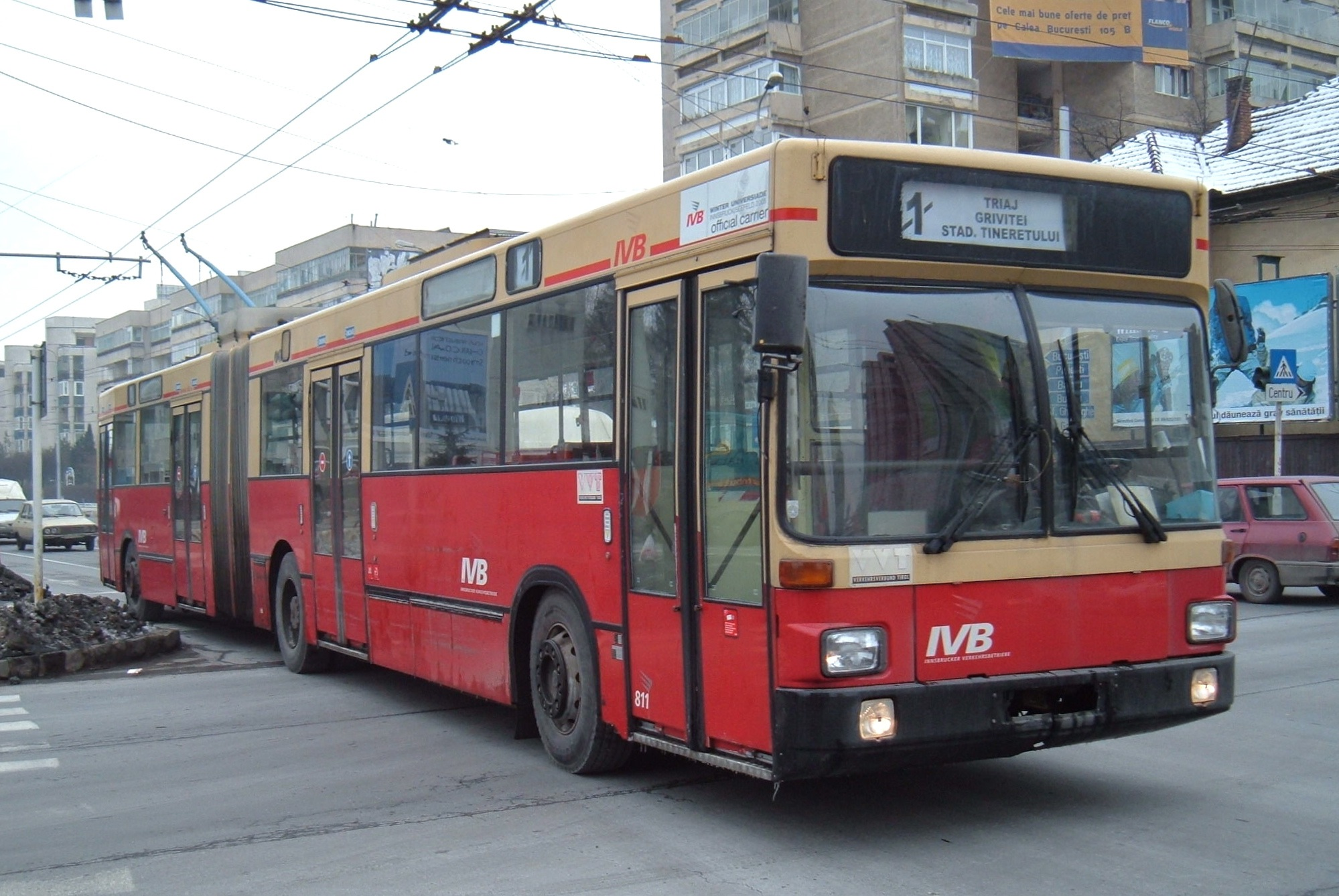
Die durchgestrichene Trolleybuslinie 1 im rumänischen Brașov, der Diagonalstrich ist im Bereich der Ziffer kurz unterbrochen
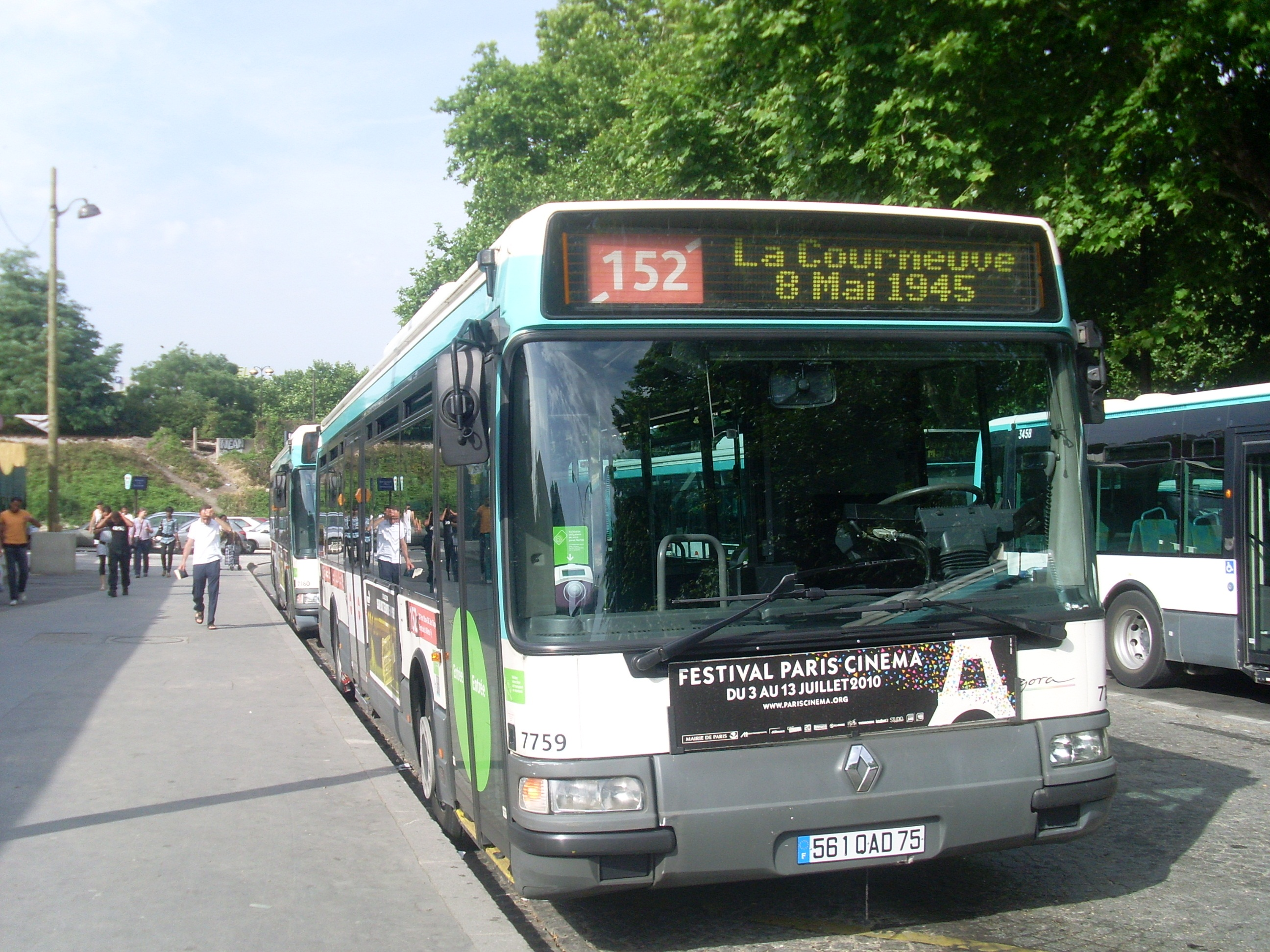
Ein „gestrichener“ Kurs auf der Pariser Buslinie 152. Um die Lesbarkeit der Liniennummer nicht zu beeinträchtigen, deutet die RATP den Diagonalstrich nur links unten und rechts oben an
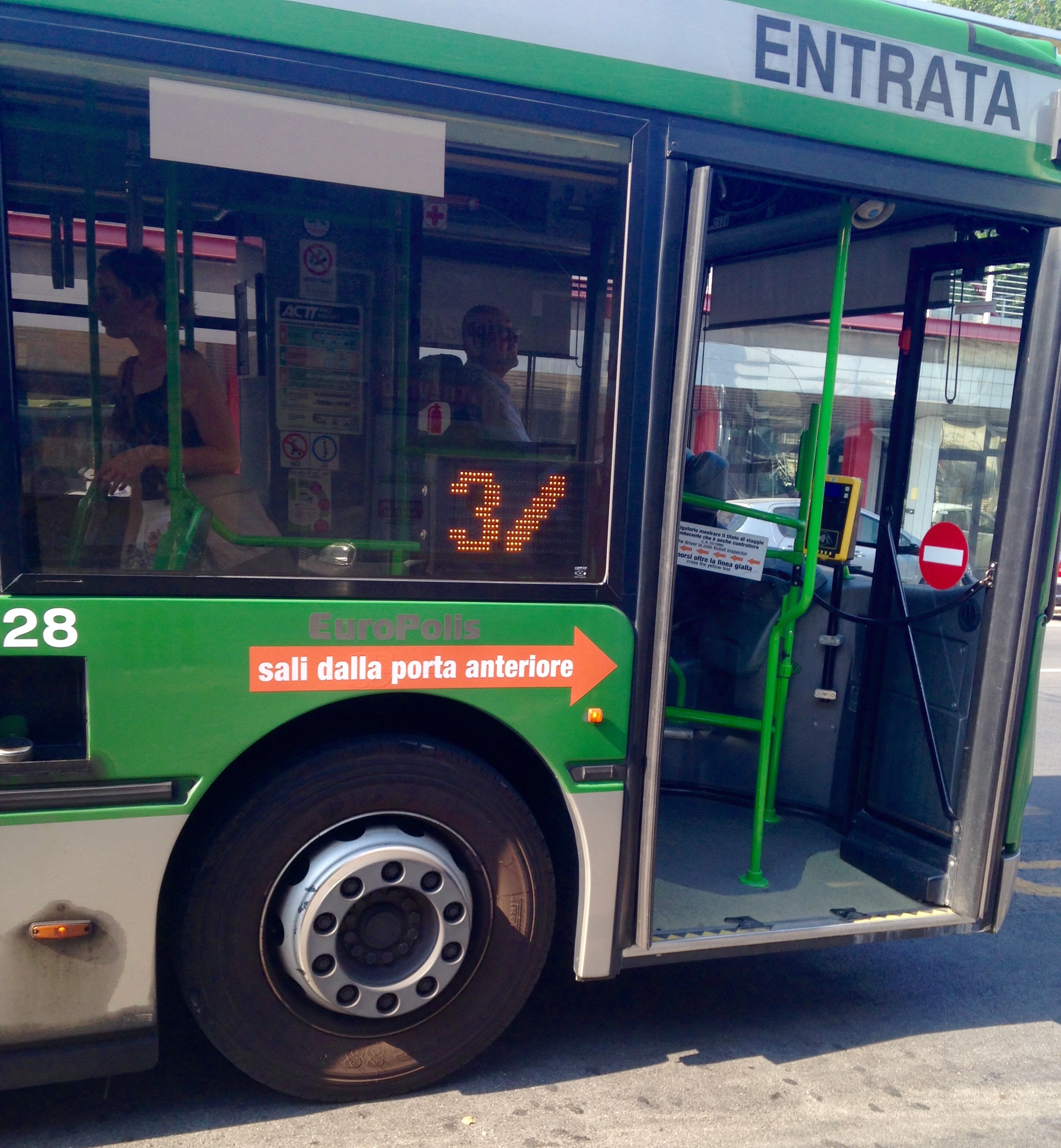
Die Autobuslinie 3/ im italienischen Treviso, aufgrund der relativ groben Bildauflösung der Matrixanzeige ist der Schrägstrich nachgestellt und zudem ohne farbliche Kontrastierung
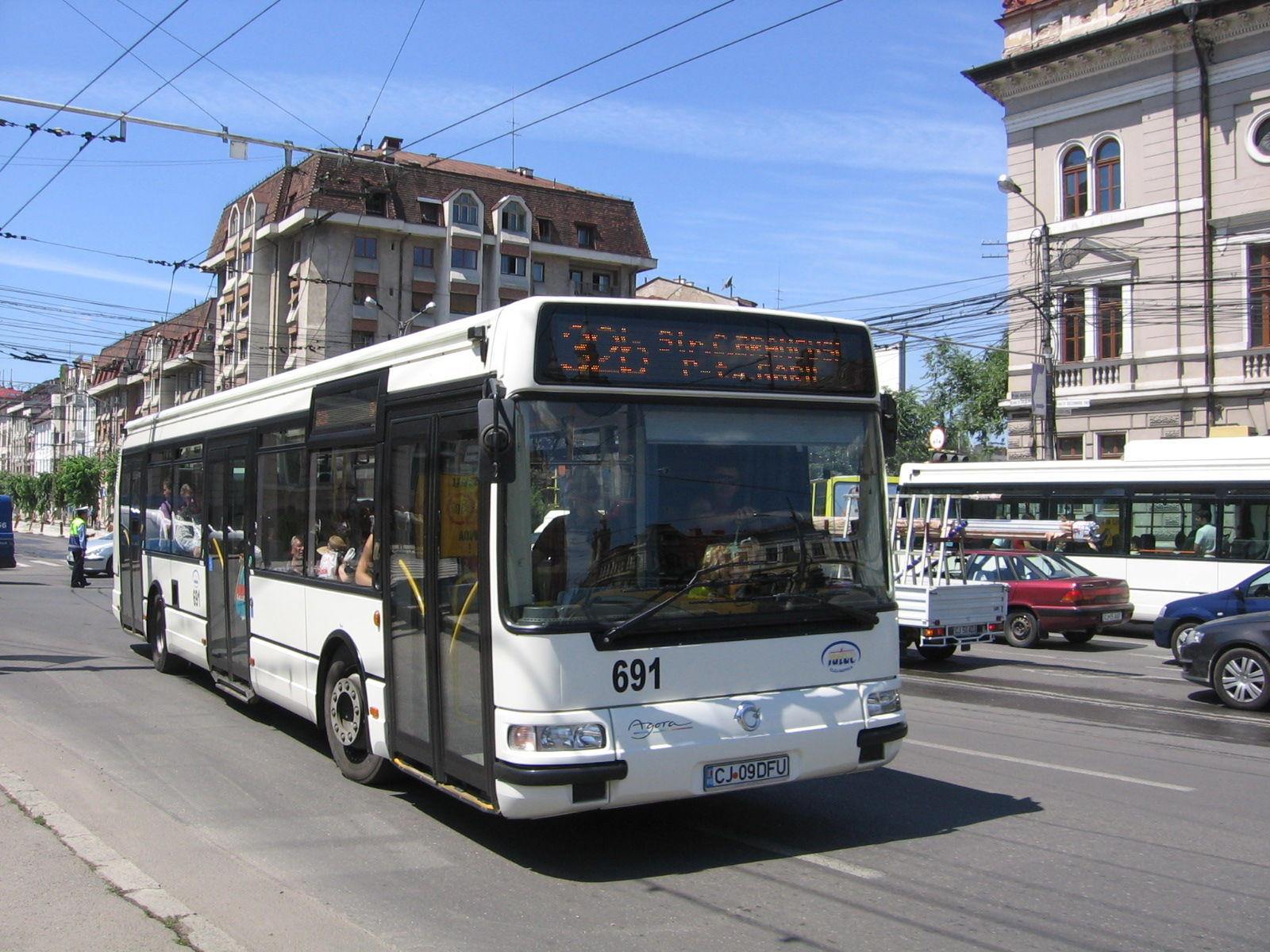
Die gestrichene Linie 32 in Cluj-Napoca, aus grafischen Gründen ersetzt der Kleinbuchstabe b für barat, dem rumänischen Äquivalent für gestrichen, den Schrägstrich
Linienübersicht der Straßenbahn Mailand von 1942: Weil mit Schreibmaschinen keine zweistelligen Linienbezeichnungen durchgestrichen werden konnten, ist die gestrichene Linie 23 als Linie 23 b.r. dargestellt, wobei das Kürzel b.r. für barrato steht
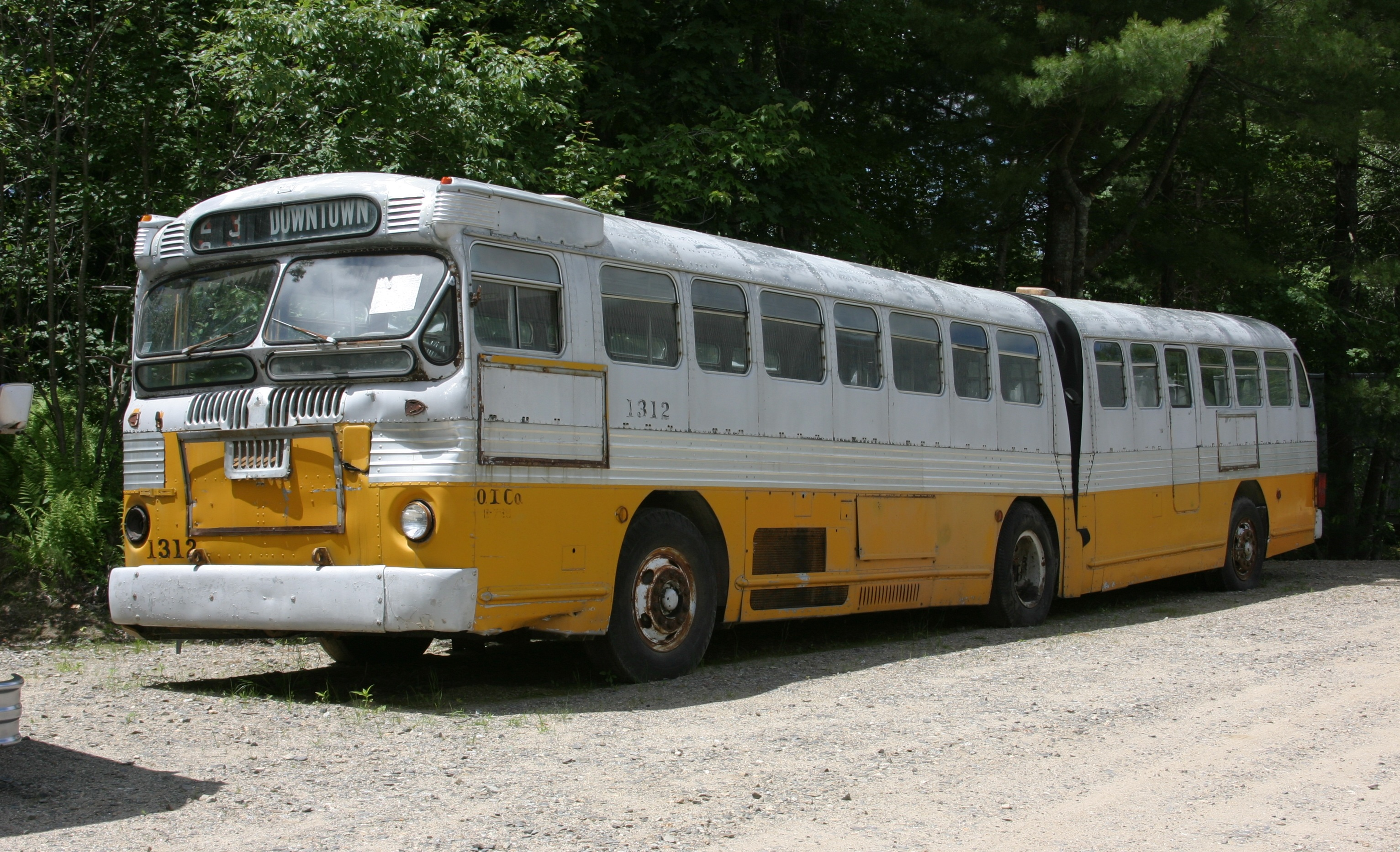
Aus technischen Gründen wurde bei diesem US-amerikanischen Omnibus bei zweistelligen Liniennummern jede Ziffer einzeln durchgestrichen

## Verwendung

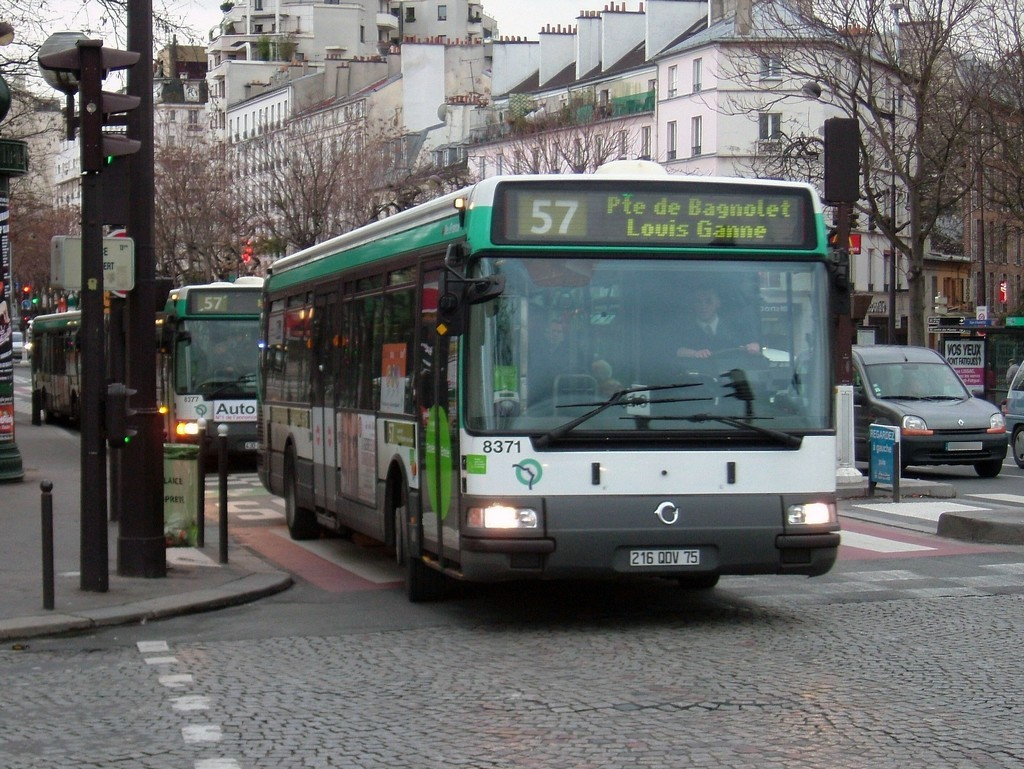
Paris: auf einen Regelkurs der Linie 57 folgt direkt ein gestrichener Kurs

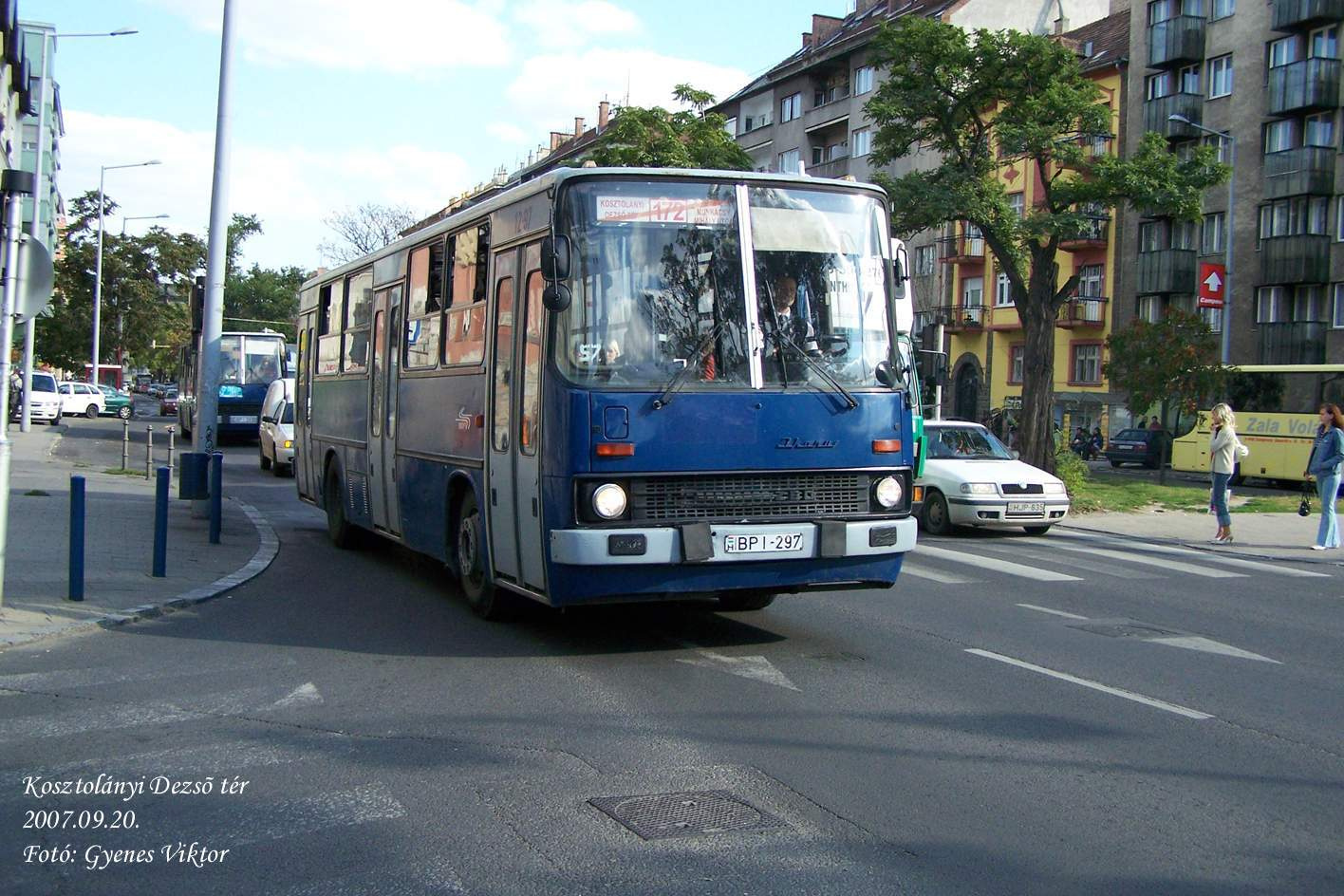
Budapest: der hellbraune Diagonalbalken zeigte bis September 2008 an, dass diese Linie über die Stadtgrenze hinaus fährt

Meist sind „gestrichene Linien“ Verstärkerfahrten in den Hauptverkehrszeiten, die nur eine Teilstrecke ihrer Stammlinie bedienen. Vereinzelt handelt es sich aber auch um: 
- Linien, die über den regulären Endpunkt ihrer Stammlinie hinausführen
- Baustellenlinien, meist in Folge von Streckenunterbrechungen beziehungsweise Linienteilungen
- Linien mit gänzlich abweichender Streckenführung, meist im Anschluss an die Stammlinie
- Schnellbuslinien, die nicht alle Haltestellen bedienen[3]
- besondere Linienführungen im Nachtverkehr[4]
- ins Depot einrückende Kurse[5]
- Zusatzkurse ohne Betriebs- und Beförderungspflicht, analog zu den sogenannten E-Wagen – in diesem Fall kann die Strecke exakt identisch zum nicht-gestrichenen Liniensignal sein
- Zusatzkurse mit historischen Fahrzeugen in Abgrenzung zu regulären Fahrten auf dem gleichen Linienweg[6]
- Sonderverkehre wie zum Beispiel die Stadionlinie 9/ der Straßenbahn Turin
- Schienenersatzverkehre, wobei der abschnittsweise eingesetzte Ersatzbus das gestrichene Liniensignal trägt[7]
- zur Kennzeichnung der gegenläufigen Fahrtrichtung einer Ringlinie
- zur Kennzeichnung einer Mehrfachtraktion, die unterwegs geflügelt wird und daher zwei verschiedene Endstationen anfährt[8]
- zur Kennzeichnung einer Kurzführung oder Umleitung beziehungsweise Ableitung in Folge einer Betriebsstörung[9]
- zur Kennzeichnung von Linien die über die Stadtgrenze hinaus fahren um die Fahrgäste auf den entsprechend höheren Vororttarif hinzuweisen[10]

## Kombination mit roten Liniennummern
Manche Städte verwenden statt gestrichenen Liniennummern alternativ rote Liniennummern. Mitunter werden auch beide Bezeichnungssysteme miteinander kombiniert, wobei fünf verschiedene Varianten zu beobachten sind:
| vier verschiedene Linienwege mit gleicher Nummer:                                            | Beim Oberleitungsbus Neapel beispielsweise existierten in den 1960er und 1970er Jahren die beiden Linienbündel 254, 254, 254 und 254 einerseits, sowie 255, 255, 255 und 255 andererseits. |
| drei verschiedene Linienwege mit gleicher Nummer, darunter keine gestrichene schwarze Linie: | Beim Oberleitungsbus Rom beispielsweise existierten von 1957 bis zur Betriebseinstellung im Jahr 1972 die drei Linien 47, 47 und 47. |
| drei verschiedene Linienwege mit gleicher Nummer, darunter keine gestrichene rote Linie:     | In der rumänischen Hauptstadt Bukarest beispielsweise verkehrte ab 1979 zwei Jahre lang drei Autobuslinien mit den Liniensignalen 105, 105 und 105. |
| zwei verschiedene Linienwege mit gleicher Nummer:                                            | Bei der von 1939 bis 1960 bestehenden einzigen Brüsseler Oberleitungsbuslinie existierten eine Linie 54 sowie eine Linie 54, wobei rote Liniennummern in Brüssel für über die Stadtgrenze hinweg führende Linien mit höherem Vororttarif standen, die verkürzte gestrichene Linie aber schon vor der Stadtgrenze endete. |
| zwei verschiedene Linienwege mit gleicher Nummer:                                            | Bei der Straßenbahn Mailand existierten zeitweise die Linienpaare 28 und 28 sowie 31 und 31. |

## Länderübersicht

### Belgien

Kursbuchtabelle 505 der NMVB/SNCV von 1965/1966, bereits in der Kopfzeile wird auf die durchgehende Linie L Brüssel–Londerzeel und die nur bis Meise oder Wolvertem verkehrende durchgestrichene (doorstreept / barré) Linie L hingewiesen

Bei der Straßenbahn Antwerpen existierten bereits 1913, das heißt nur wenige Jahre nachdem überhaupt Liniennummern eingeführt wurden, schon sechs durchgestrichene Liniennummern, niederländisch doorstreepte lijnnummers. Entgegen den späteren Gepflogenheiten führten diese Linien 3, 4, 5, 7, 8 und 10 jeweils ein Stück über die Endstation ihrer Stammlinie hinaus. Bei der späteren Überlandlinie 42 gab es dabei eine weitere Variante dieser Kennzeichnung: während einfach durchgestrichene Kurse nur bis Broechem fuhren, verkehrten doppelt durchgestrichene Kurse sogar nur bis Wommelgem.  
2017 sind gestrichene Liniensignale in Belgien im Straßenbahnbereich nur noch in Brüssel anzutreffen, wo sie für Verstärkerleistungen, einrückende Kurse oder Abweichungen bei Betriebsstörungen verwendet werden. Früher existierten jedoch auch reguläre gestrichene Linien. Ferner waren gestrichene Liniensignale auch beim ehemaligen Brüsseler Oberleitungsbus anzutreffen (siehe oben), bei den Stadtbussen ist dies bis heute der Fall.   
Ansonsten waren gestrichene Signale in Belgien früher auch bei den von der Nationalen Kleinbahngesellschaft (NMVB/SNCV) betriebenen Überlandstrecken, darunter auch die Kusttram entlang der Nordseeküste, sowie bei drei weiteren städtischen Straßenbahnen anzutreffen:
- bei der Stadtbahn Charleroi, wo bis zur Linienreform 2012 eine nur im Berufsverkehr betriebene ligne 84 barré verkehrte, wobei keine Stammlinie 84 vorhanden war und darüber hinaus auch die Linien 88 und 89 je eine gestrichene Variante aufwiesen
- bei der Straßenbahn Gent bis zur Neuausrichtung des Liniennetzes am 2. Juli 1984[14]
- bei der ehemaligen Straßenbahn Verviers

Ferner verwendet die aus der NMVB/SNCV hervorgegangene Nachfolgegesellschaft Transport en Commun (TEC) in der Wallonischen Region gestrichene Liniensignale bis heute für ihre Omnibusverkehre. 2017 waren dies beispielsweise in der Region Mons die Linien 8/, 11/, 14/, 15/, 16/, 19/, 27/, 34/, 37/ und 134/, in Tournai die Linie Z/ sowie in Lüttich die Linien 80\ und 94\. Ein Lütticher Besonderheit ist dabei die Verwendung des Backslashs statt des Schrägstrichs. 

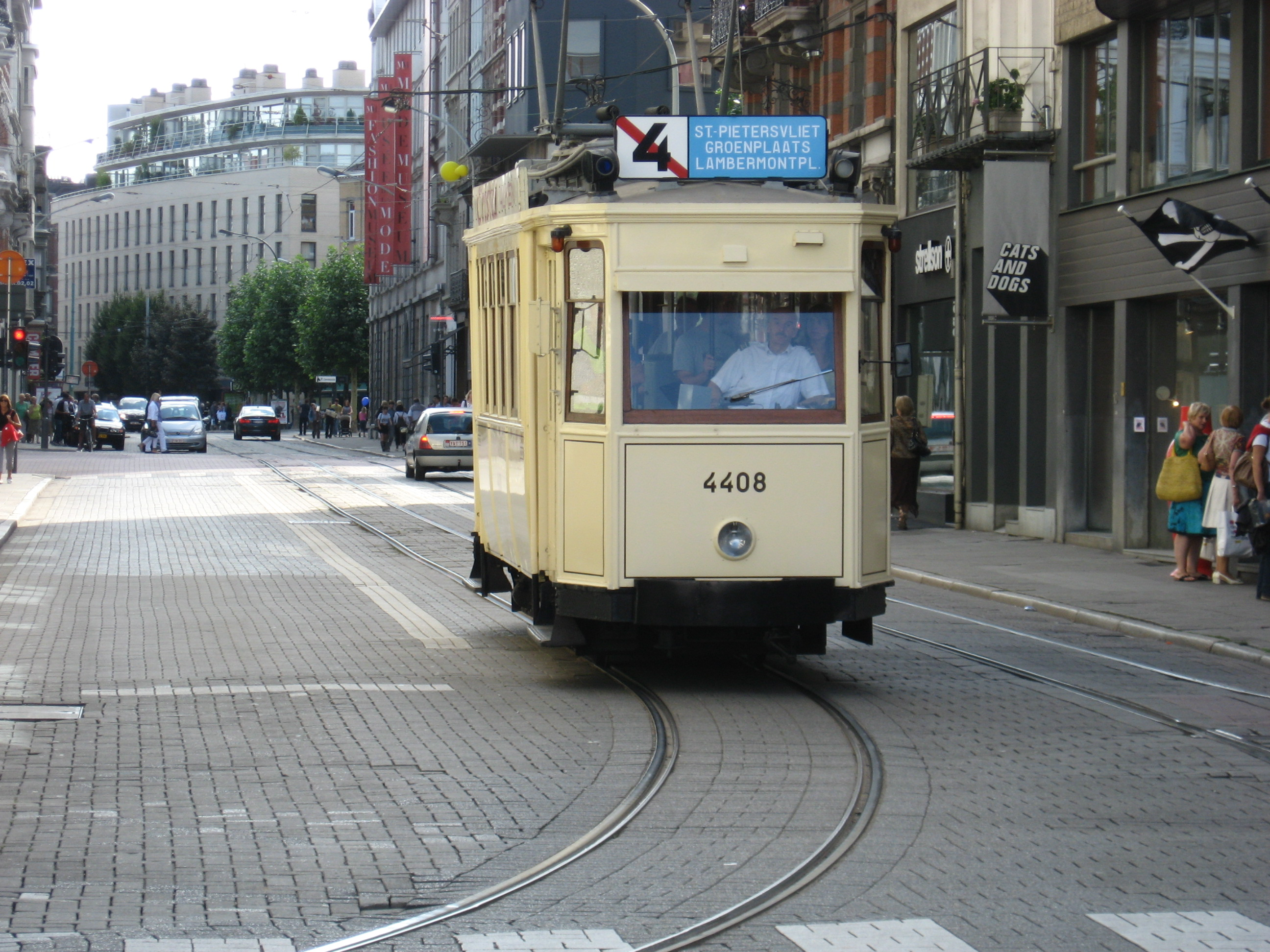
Gestrichenes Liniensignal an einem historischen Wagen in Antwerpen
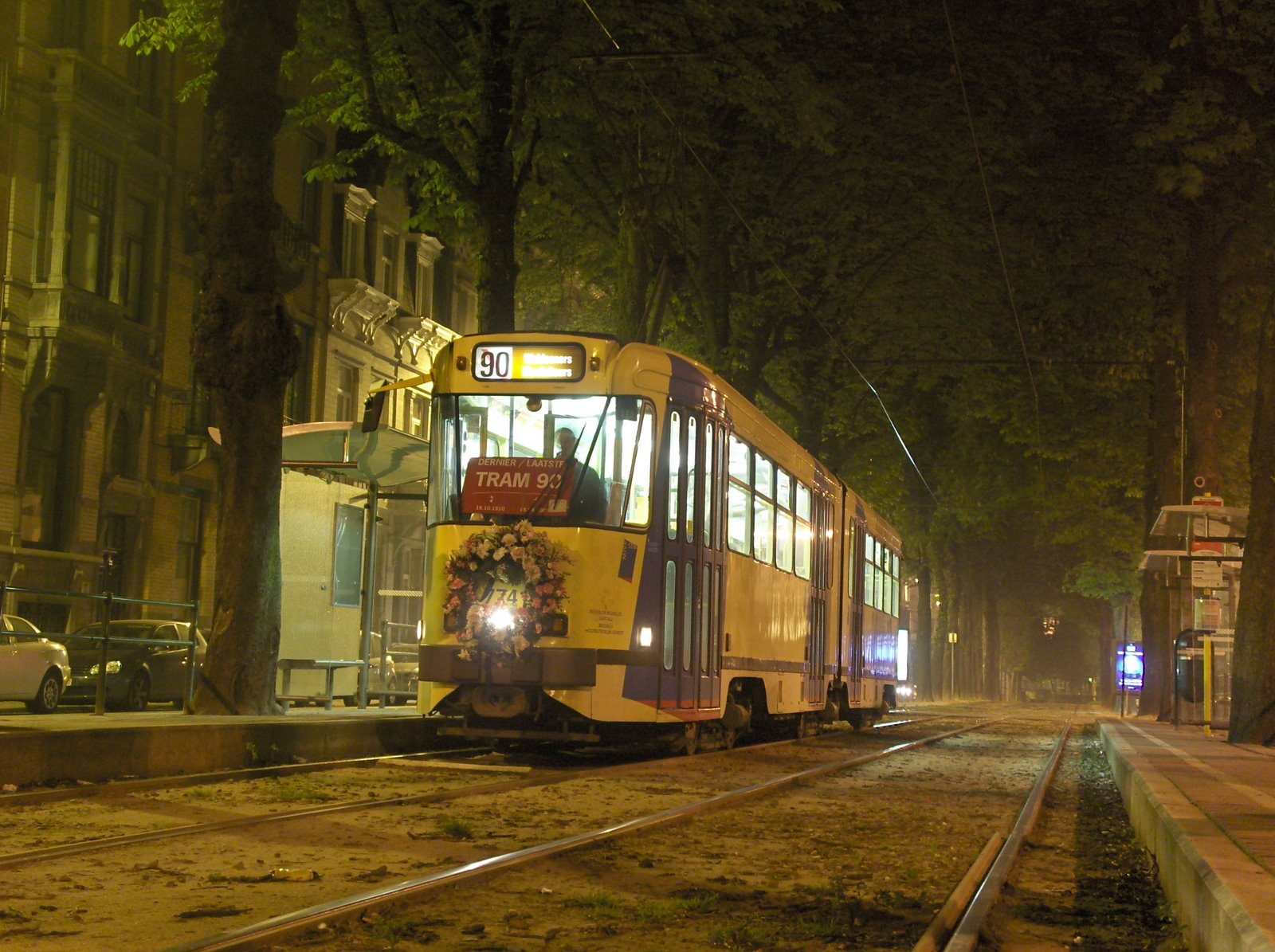
Brüssel: einrückender Wagen der Linie 90 mit gestrichenem Liniensignal, in diesem Fall die allerletzte Fahrt dieser Linie überhaupt
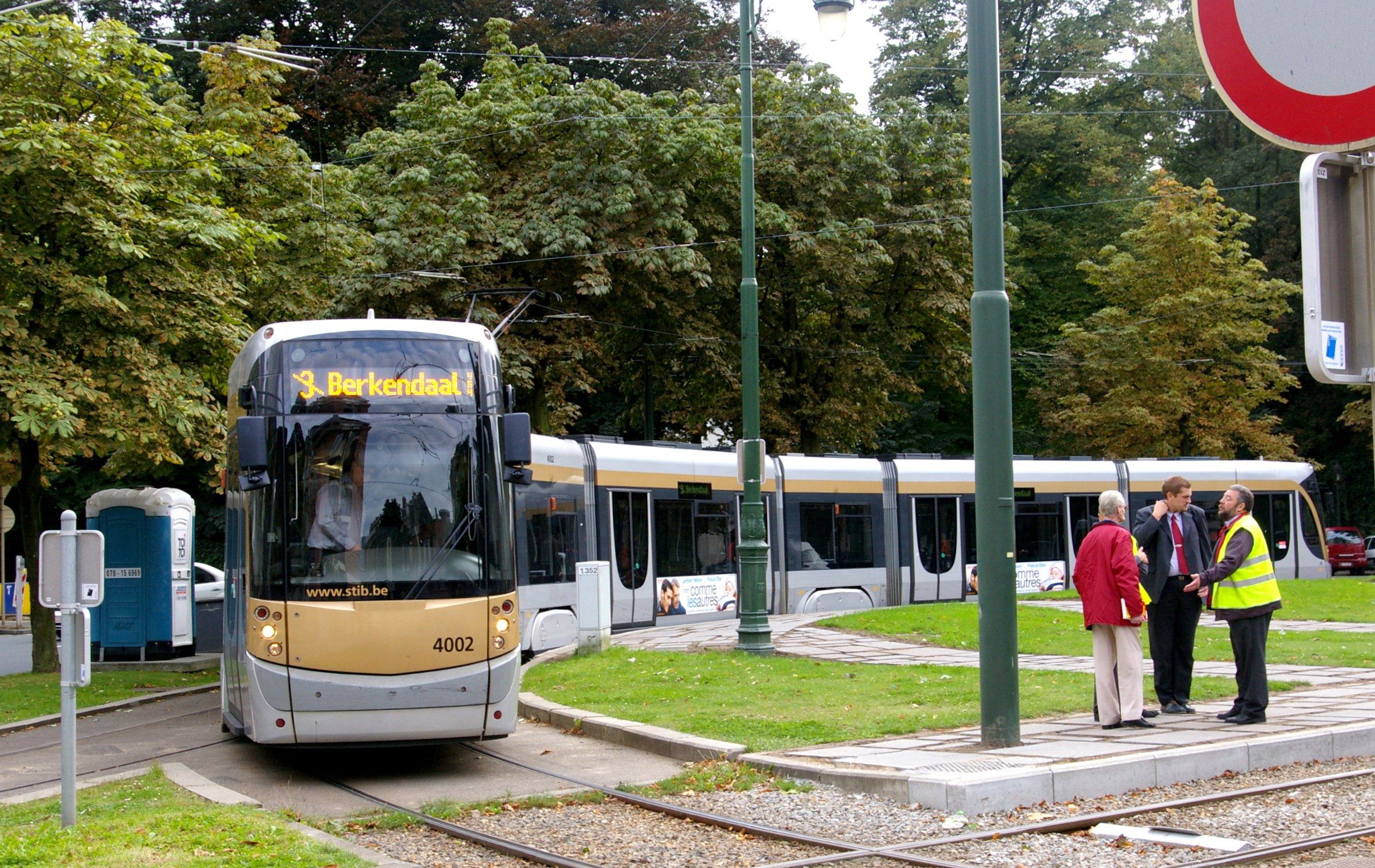
Brüssel: Matrixanzeige mit korrekt dargestelltem Schrägstrich, 2008
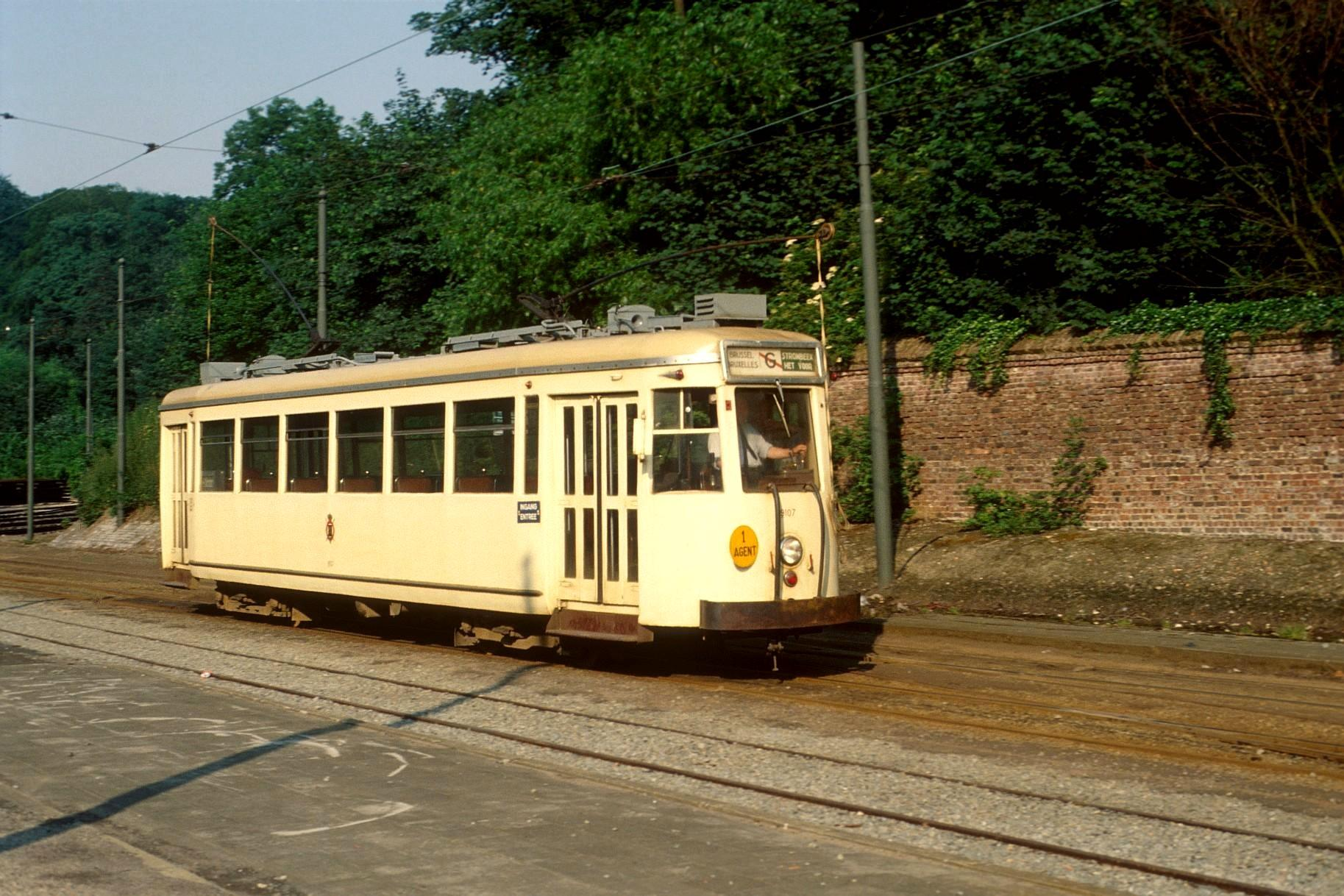
Ein NMVB/SNCV-Kleinbahntriebwagen auf der gestrichenen Linie G, 1977
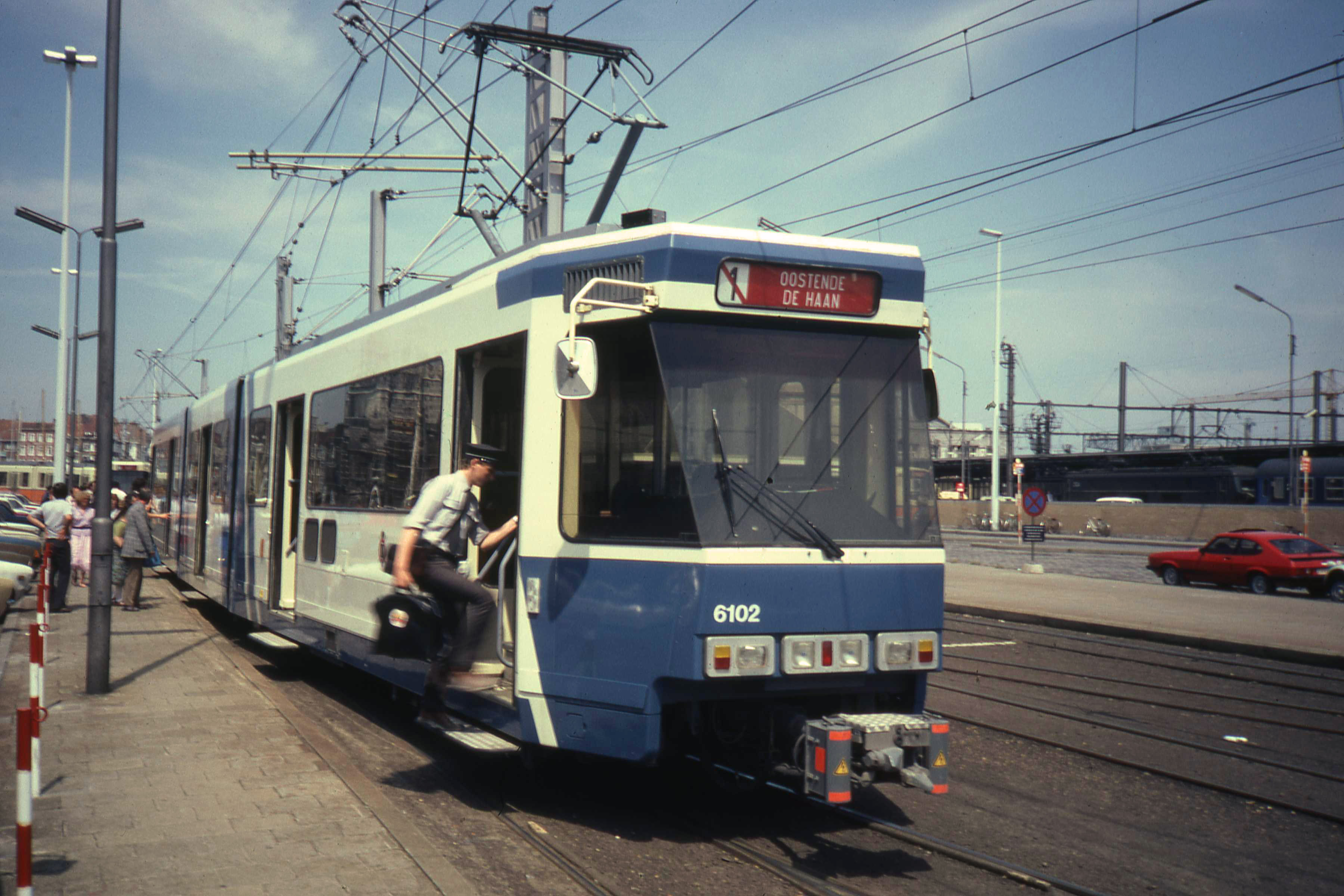
Die ehemalige „gestrichene Linie“ 1 der Kusttram, 1982
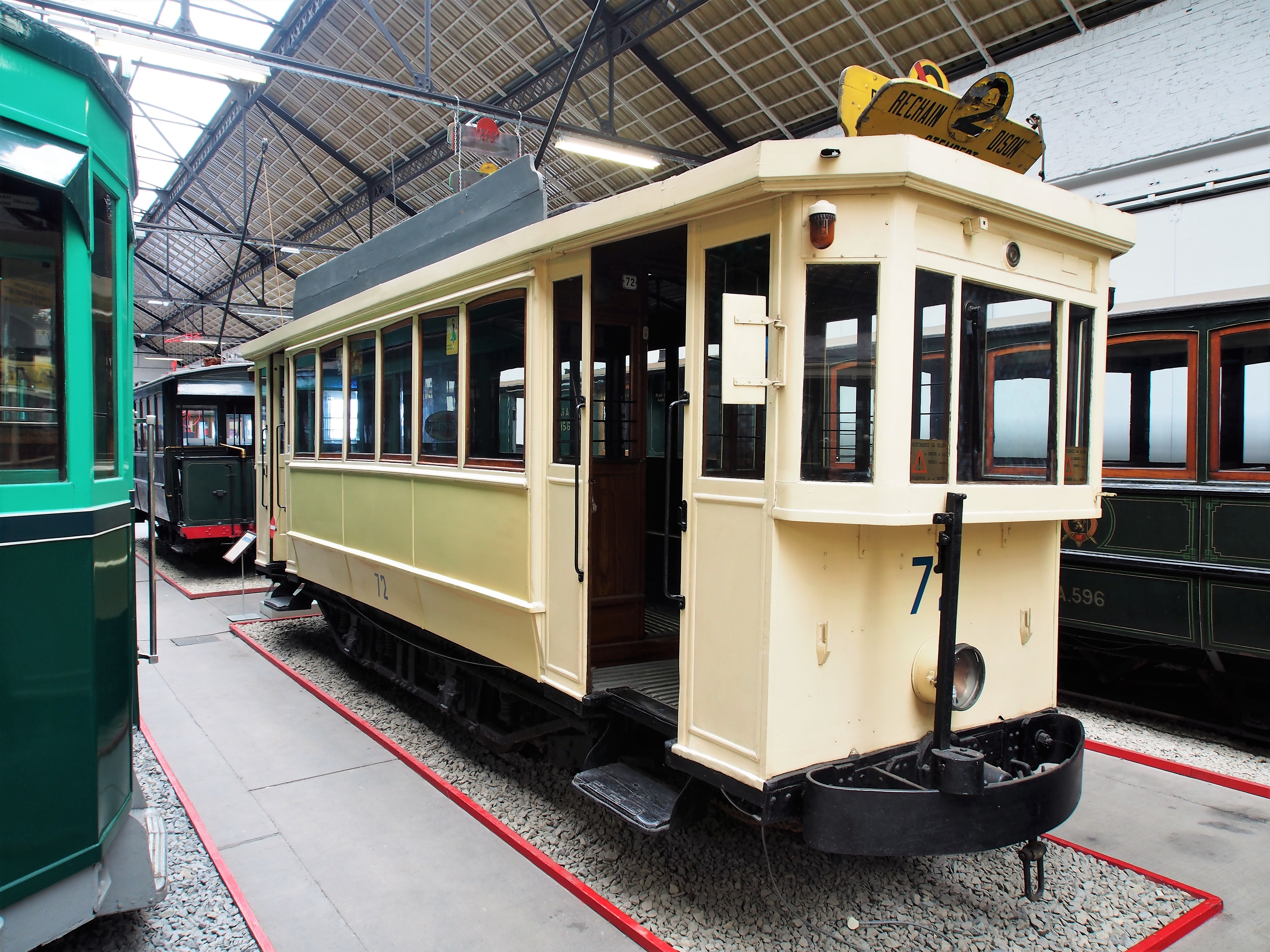
Verviers: kippte das Personal das reguläre Linienschild im Vordergrund nach vorne, so kam die im Normalfall verdeckte gestrichene Variante zum Vorschein

### Deutschland

#### Leipzig
Die Große Leipziger Straßenbahn (GLSt) führte bereits im Mai 1906, als die farbig hinterlegten Linienscheiben abgeschafft wurden, gestrichene Linien ein. Fortan verkehrten planmäßige Einsatzlinien, die nur ein Teilstück ihrer Stammlinie befuhren, mit einem roten Diagonalstrich über dem schwarzen Linienbuchstaben auf weißem Grund. Diese Kennzeichnung hatte bis zum 23. Dezember 1912 Bestand, als für Einsatzwagen eine rote Kopfscheibe mit weißem Rand ohne konkrete Linienbezeichnung eingeführt wurde. 
Unabhängig davon existierte in Leipzig ab dem 10. Oktober 1912 außerdem eine gestrichene Linie R von Anger-Crottendorf zum Hauptbahnhof, die dann schon am 11. November 1913 als Durchmesserlinie nach Gohlis-Nord verlängert wurde. Züge ohne Strich fuhren hingegen als Radiallinie nur zwischen Anger-Crottendorf und Augustusplatz. Im Gegensatz zu den oben genannten Einsatzlinien verkehrte die gestrichene Linie R ganztägig, wobei sich jeweils ein gestrichener und ein nicht-gestrichener Kurs abwechselten. Am 1. Januar 1920 ersetzte schließlich die Linie 20 die gestrichene Linie R. Außerdem bestand nach gleichem Schema eine gestrichene Linie D. Sie bediente ab dem 11. November 1913 die Strecke Nordplatz/Roscherstraße–Connewitz, während die reguläre Linie D die längere Strecke von Gohlis-Nord nach Dölitz befuhr. Die gestrichene Linie D wurde schon am 21. Mai 1914 durch die Linie C ersetzt.

#### Hannover

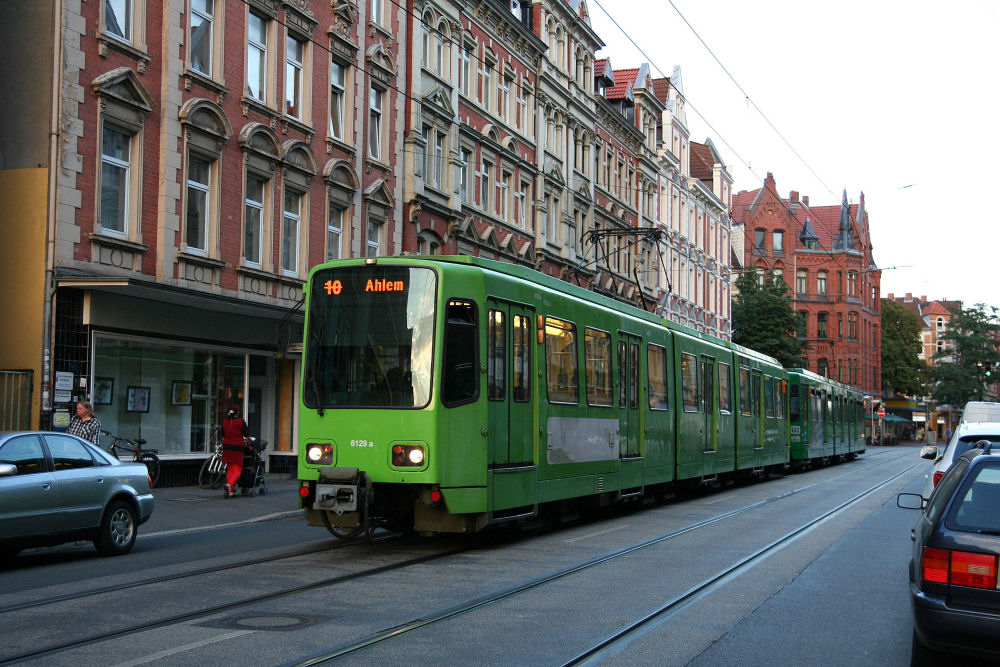
Hannover: ein Zug der gestrichenen Linie 10 im Jahr 2015

An der Haltestelle Leinaustraße ist sowohl die reguläre als auch die gestrichene Linie 10 aufgeführt, obwohl diese stadtauswärts das gleiche Fahrtziel haben

Die Straßenbahn Hannover führte in der Zwischenkriegszeit gestrichene Liniennummern ein. So verkehrte dort bereits ab dem 1. Oktober 1930 die gestrichene Linie 6 zwischen Stöcken und dem Aegidientorplatz, in späteren Jahren folgten zahlreiche weitere. Parallel dazu wurden auch E-Wagen auf diese Art gekennzeichnet.
Die zwischen 1928 und 1930 gebauten sogenannten HAWA-Stahlwagen hatten, eigens zur Beschilderung der gestrichenen Liniensignale, im Führerstand serienmäßig eine mechanische Vorrichtung eingebaut. Dabei wurde der, in diesem Fall aus technischen Gründen waagrecht ausgeführte, rote Querbalken normalerweise von einer Feder nach oben gezogen und befand sich im Ruhezustand außerhalb des Sichtfelds der Liniennummernanzeige. Bei Bedarf konnte das Personal ihn mit einem arretierbaren Schiebegriff nach unten ziehen, woraufhin der Balken in halber Höhe der Anzeige die schwarze Nummer auf weißem Grund überlagerte. Nach Beendigung des Einsatzes als gestrichene Linie löste der Fahrer den Schiebegriff wieder aus der Arretierung, woraufhin der Balken durch die Federkraft nach oben schnellte. 
Aufgrund der mittigen Position des Balkens, die an einen Bruchstrich erinnert, bezeichnet man in Hannover gestrichene Linien umgangssprachlich auch als halbe Linien(nummern). Erst mit den ab Mitte der 1970er Jahre beschafften Gelenkwagen des Typs TW 6000 hielt auch in Hannover der international übliche Schrägstrich Einzug. Ursächlich hierfür war die erstmalige Anzeige der Liniennummer in Negativschrift, bei der sich der längere Diagonalbalken besser vom schwarzen Hintergrund abhob als dies bei den kürzeren waagrechten Balken der Fall gewesen wäre. Mit Einführung von Matrixanzeigen kehrte Hannover schließlich wieder zum waagrechten Querstrich zurück.  
2018 existiert bei der aus der vormaligen Straßenbahn hervorgegangenen Stadtbahn Hannover als letzte reguläre gestrichene Linie die halbe 10. Hierbei handelt es sich um eine, im sogenannten Nachtsternverkehr praktizierte, abweichende Linienführung der regulären Linie 10. Darüber hinaus wird zwischen Alte Heide und Peiner Straße – jedoch nur in dieser Fahrtrichtung – auch ein Teil der Kurse der Linie 2 als halbe Linie beschildert. Hierbei handelt es sich um diejenigen Züge, bei denen im sogenannten Y-Verkehr der vordere Wagen ab der Haltestelle Peiner Straße als reguläre Linie 2 nach Rethen weiterfährt, der hintere Wagen aber von dort aus als Linie 8 bis Messe/Nord verkehrt. Diese Betriebsweise beschränkt sich auf die Nebenverkehrszeiten, das heißt werktags ab circa 21:00 Uhr sowie an Sonn- und Feiertagen ganztägig. Eine dritte reguläre Anwendung des gestrichenen Liniensignals findet sich beim mittäglichen Verstärkerzug der Linie 1, der an Schultagen vom Betriebshof Döhren aus nach Sarstedt fährt und anschließend wieder in Döhren einrückt.

#### Verkehrsverbund Rhein-Ruhr

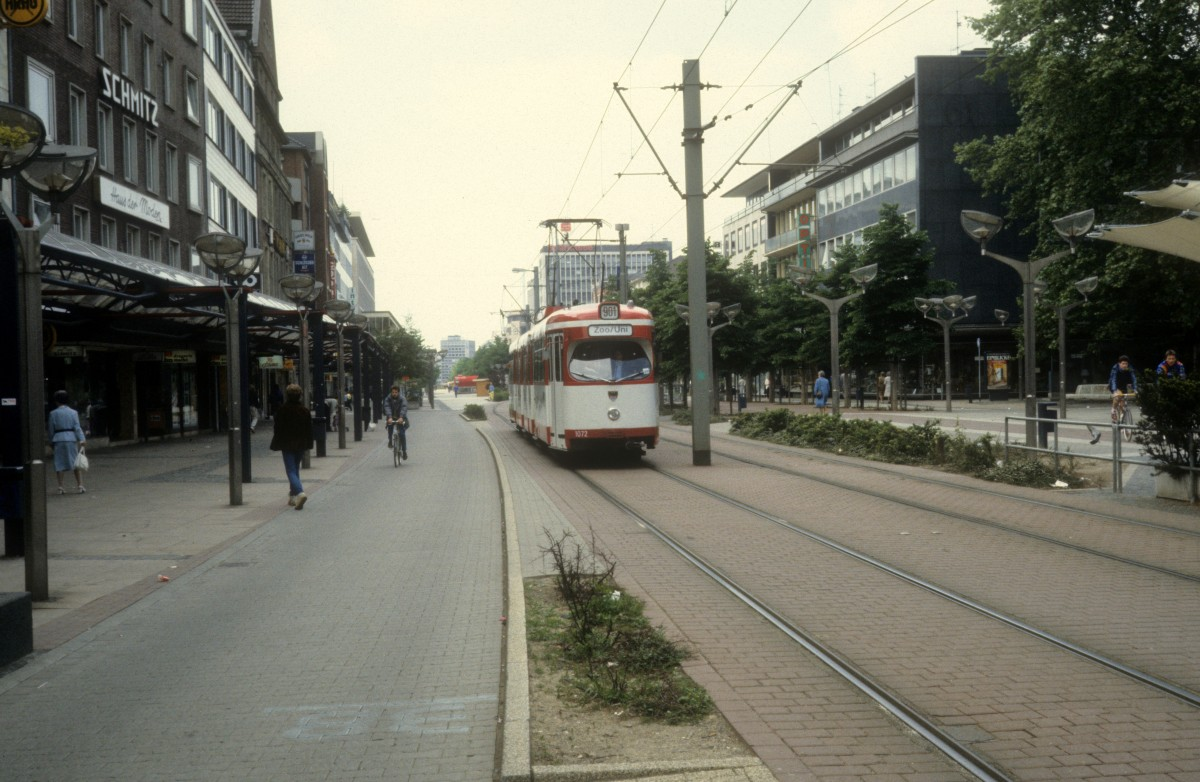
Ein Wagen der Duisburger Linie 901 mit gestrichenem Liniensignal im Mai 1987

In Nordrhein-Westfalen waren rot gestrichene Liniennummern für liniengebundene E-Wagen früher bei der Duisburger Verkehrsgesellschaft (DVG), der Düsseldorfer Rheinbahn und der Essener Verkehrs-AG (EVAG) anzutreffen. Analog zu Hannover war der Querstrich dabei ebenfalls waagrecht ausgeführt. Jedoch teilte er die Anzeige dabei in Duisburg und Düsseldorf in ein Drittel oberhalb und zwei Drittel unterhalb des Strichs, in Essen hingegen war er abweichend etwas unterhalb der Anzeigenmitte angeordnet. 
Die drei genannten Betriebe führten die gestrichenen Nummern zum 1. Januar 1980 ein, als alle Nahverkehrsunternehmen in diesem Gebiet in den neuen Verkehrsverbund Rhein-Ruhr (VRR) integriert wurden und ihre Linien aus diesem Anlass neue dreistellige Nummern zugeteilt bekamen. So wurde beispielsweise in Düsseldorf aus dem Liniensignal E1 das Liniensignal 701, auf diese Weise vermieden die Verantwortlichen vierstellige Linienbezeichnungen. Diese hätten, zum Beispiel mit den bei damaligen Omnibussen weit verbreiteten dreifeldrigen Rollband-Liniennummernanzeigen, teilweise auch aus technischen Gründen gar nicht angezeigt werden können. Nach der Einführung von Matrixanzeigen wurde in Duisburg kurzzeitig ein Überstrich verwendet, die gestrichenen Liniensignale dann in den 1990er Jahren aber im gesamten VRR ganz aufgegeben.

#### Karlsruhe
Die Albtal-Verkehrs-Gesellschaft (AVG) kennzeichnete früher ihre Eilzüge auf der Linie A zusätzlich mit einem roten Schrägstrich. Ursprünglich handelte es sich dabei um ein rotes Dreieck, das heißt, außer dem diagonalen Schrägstrich war auch der untere sowie der rechte Rand der Anzeige rot markiert. Später verwendete man nur noch einen roten Diagonalbalken, wobei der – jetzt in der linken oberen Ecke der Anzeige platzierte – Linienbuchstabe A fortan etwas kleiner ausfiel und deshalb nicht mehr durchgestrichen war. Mit der Umbenennung der Linie A in Linie S1/S11 anlässlich der 1994 erfolgten Integration in den Karlsruher Verkehrsverbund und das Karlsruher Stadtbahnnetz entfiel die Eilzug-Kennzeichnung mittels rotem Strich.
Zusätzlich zum roten Dreieck beziehungsweise zum roten Strich waren die betreffenden Züge aber auch durch den zusätzlichen Hinweis „EILZUG“ in weißer Schrift auf rotem Hintergrund gekennzeichnet. Beim älteren Typ GT8-EP war diese Kennzeichnung noch außen per Magnetschild angebracht, erst bei den ab 1983 beschafften Stadtbahnwagen der Typen GT6-80C und GT8-80C war der Zusatz „EILZUG“ in die Zielanzeige integriert. 

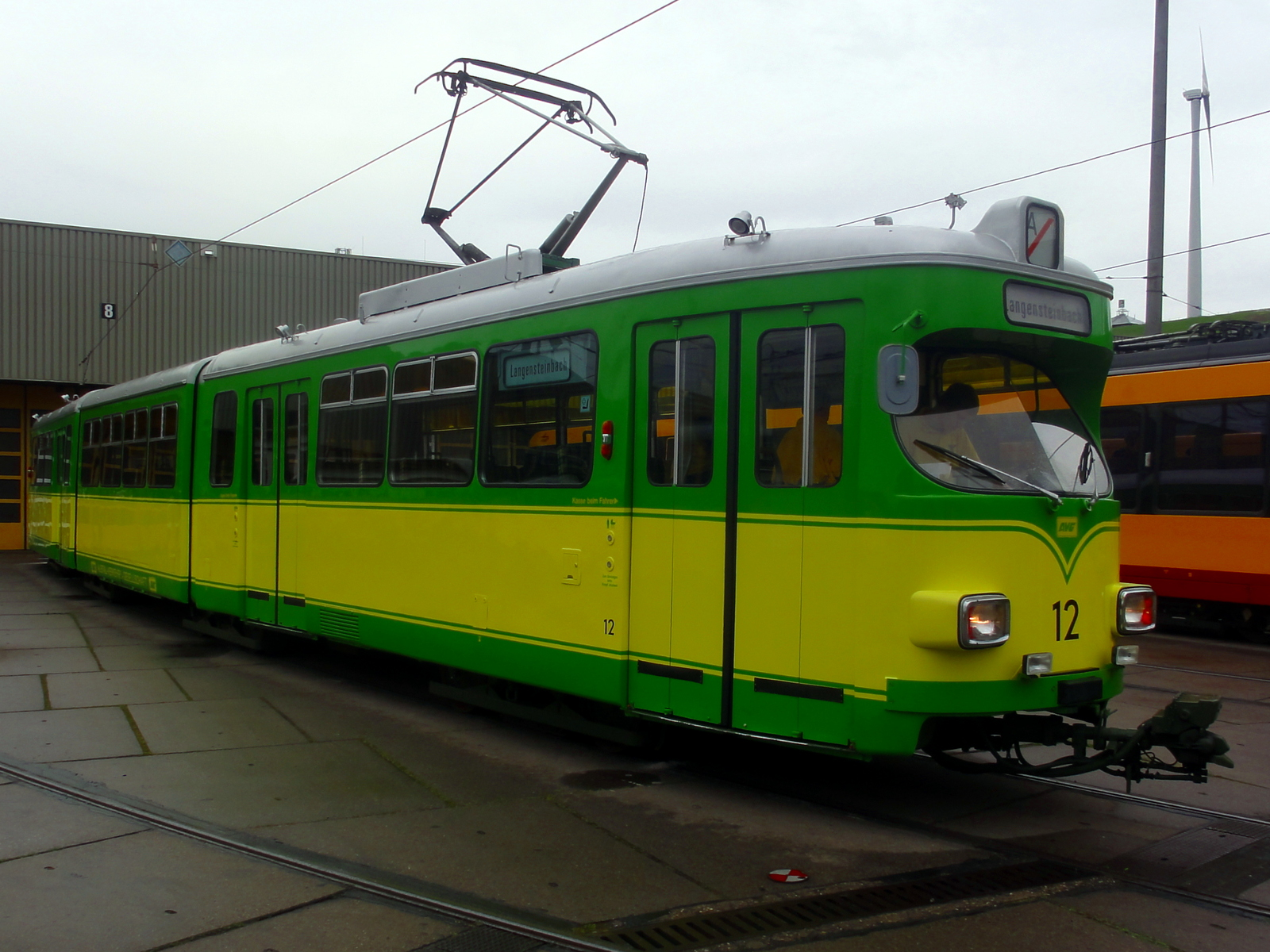
Ein GT8-EP der AVG, der rote Strich weist auf die Zuggattung Eilzug hin
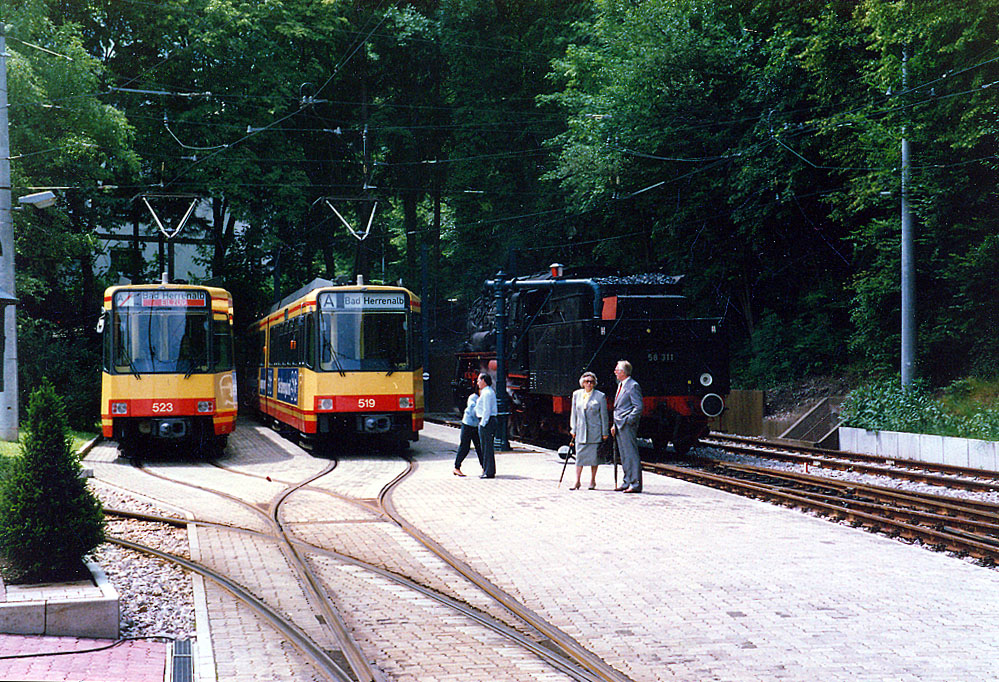
Zwei modernere GT6-80C der AVG, wobei der linke als Eilzug und der rechte als regulärer Zug der Linie A beschildert ist

#### Berlin
Die Berliner Verkehrsbetriebe BVG wiederum kennzeichneten bis zur Einführung dreistelliger Liniennummern im Jahr 1991 ihre – nur zu bestimmten Zeiten verkehrenden – Ausflugsbuslinien 6 zur Pfaueninsel und 7 nach Lichtenrade sowie die HVZ-Linie 97E zwischen Hakenfelde und Heerstraße/Reimerweg an den Haltestellen als gestrichene Linien. Hierbei waren die auf die Haltestellenfahne aufgepflanzten sogenannten Haltestellenreiter in grüner Schrift auf gelbem Grund mit einem zusätzlichen roten Diagonalstrich markiert.

#### Hamm
Im westfälischen Hamm hatte die Schnellbuslinie 9 nach Bockum-Hövel ab dem 1. Juli 1951 ein gestrichenes Liniensignal mit rotem Schrägstrich, wobei keine reguläre Linie 9 existierte.

### Österreich

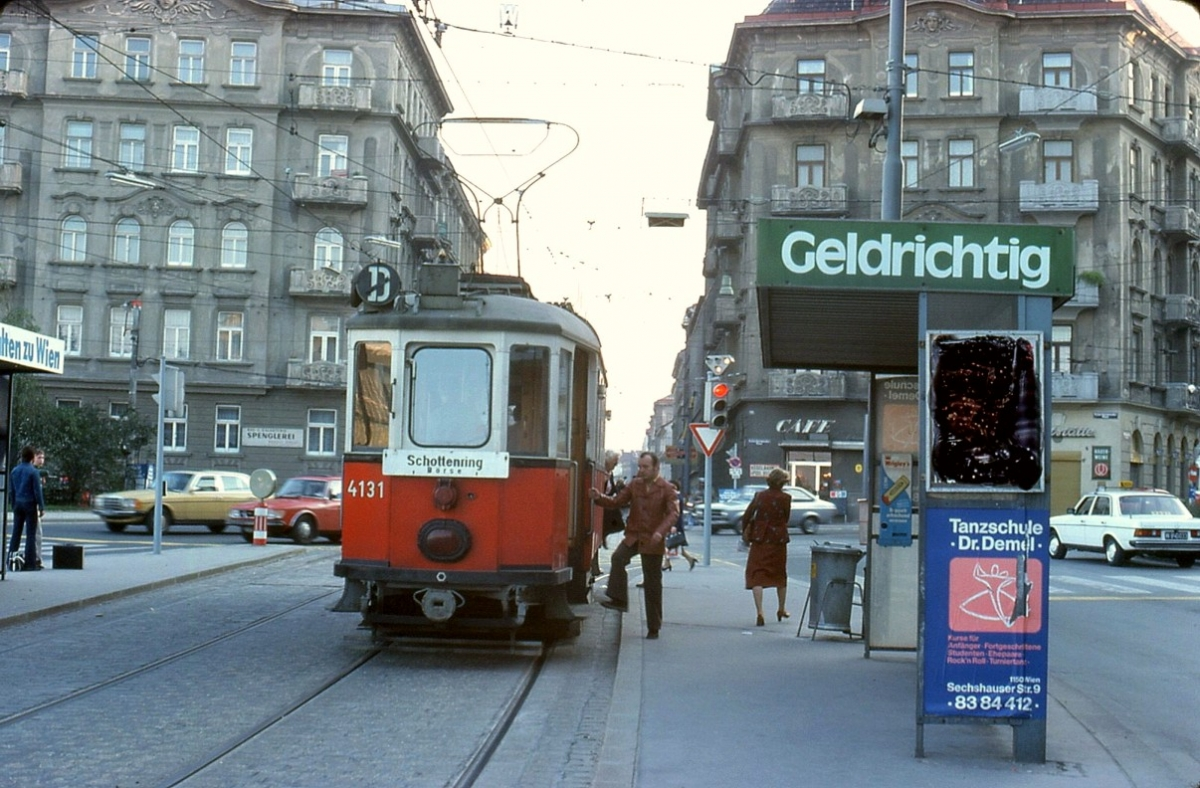
Wien: eine „gestrichene“ Linie D im Jahr 1978

Bei der Straßenbahn Wien wurden zunächst ab 1927, neben Einrückfahrten, auch spontane Kurzführungen oder Umleitungen beziehungsweise Ableitungen in Folge von Betriebsstörungen mit einem gestrichenen Liniensignal gekennzeichnet. Hierbei verdeckte das Personal das reguläre Blech-Liniensignal kurzfristig mit einem drehbaren Abdeckbalken. Dieser wurde hierzu – von seiner gewöhnlichen senkrechten und damit unsichtbaren Position – in Schräglage gedreht. Die gestrichenen Liniensignale wurden zunächst auf der Linie E2 eingeführt und anschließend – nach Ausrüstung der Signalscheiben mit den dafür notwendigen Vorrichtungen – sukzessive auf das ganze Netz ausgeweitet. In einer internen Dienstanweisung vom Januar 1927 hieß es hierzu:
| „Um den Straßenbahnfahrgästen zu ermöglichen, eingezogene Züge, die nicht die Endstelle der Linie erreichen oder nicht den gewohnten Weg nehmen, schon von weitem zu erkennen, werden die Buchstaben oder Ziffern des Liniensignals auf dem Dach des Triebwagens solcher Züge durch einen Querbalken durchkreuzt werden. Vom Montag, den 24. d. M. an wird mit dieser Neueinführung bei den eingezogenen Zügen der Linie E2 begonnen werden.“ – Interne Dienstanweisung der Wiener Straßenbahn vom Januar 1927 |

Im Fahrplanbuch von 1928 lautete die entsprechende offizielle Erklärung:
| „Liniensignale mit einem Querbalken besagen, dass der Zug die Endstelle der Linie nicht erreicht.“ – Fahrplanbuch der Wiener Straßenbahn von 1928, Seite 10 |

In den 1950er Jahren wandelte sich die Verwendung des gestrichenen Signals schließlich. Es stand fortan nicht mehr für Einrückfahrten oder spontane Linienwegsänderungen, sondern für planmäßig verkürzte Linienführungen über einen längeren Zeitraum hinweg. Darunter beispielsweise die zwischen April und September 1954 – aufgrund des Neubaus der Rotundenbrücke verkürzte – Linie 78 sowie ab 1955 die zur Marsanogasse statt zum Praterstern geführte Linie E2. Diese Praxis bestand in Wien noch bis zum 3. Januar 1984, als die reguläre Linie J zur Bösendorfer Straße verkürzt wurde und die „gestrichene Linie“ J entfiel. Vorübergehend existierte dann vom 4. Juli 1993 bis zum 14. August 1993 baustellenbedingt ein weiteres Mal eine „gestrichene Linie“ J, die zwischen Ottakring und der Josefstädter Straße pendelte. 

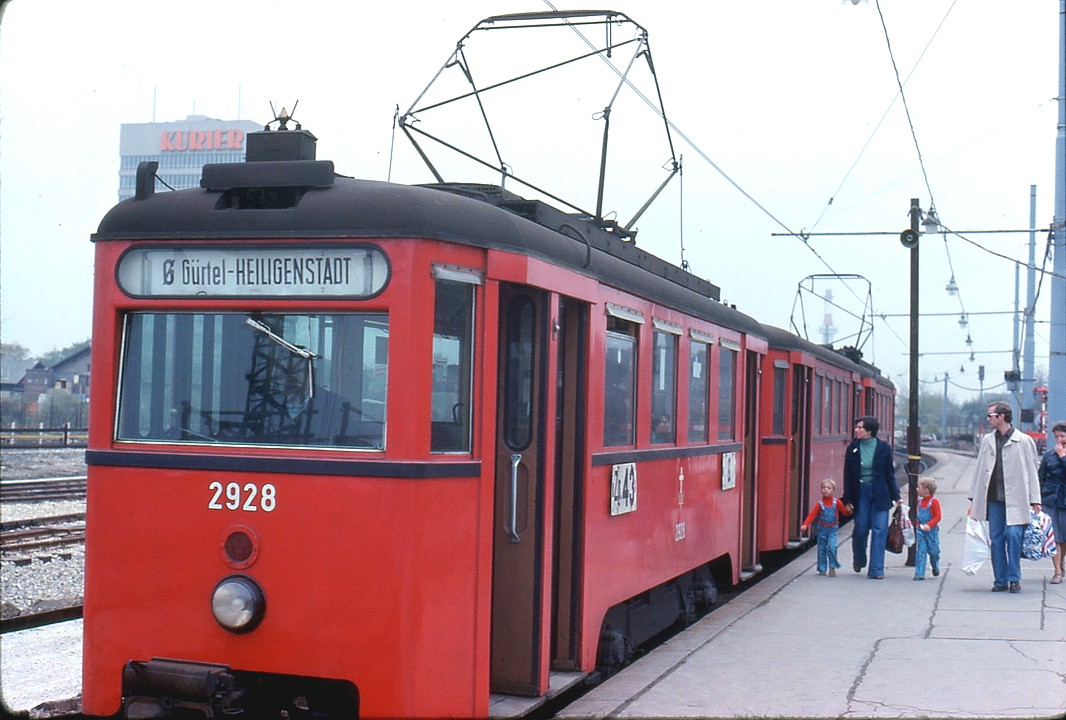
Die „gestrichene“ Linie G der Wiener Elektrischen Stadtbahn, 1977

Außerdem kannte die Wiener Elektrische Stadtbahn zwischen 1976 und 1978 eine „gestrichene“ Linie G zwischen Heiligenstadt und der Währinger Straße. Hierbei handelte es sich um eine vorübergehende verkürzte Führung der langjährigen Linie G zwischen Heiligenstadt und Hütteldorf beziehungsweise Meidling, die in dieser Zeit gar nicht fuhr. Darüber hinaus trugen zwischen 1927 und 1945 auch diejenigen Kurswagen der gemischten Straßen- und Stadtbahnlinie 18G ein gestrichenes Signal, die nur bis zur Severingasse fuhren. 
Die allerletzte „gestrichene“ Linie der Wiener Linien war die nur im Allerheiligenverkehr am 1. November sowie an Heiligabend verkehrende Buslinie 39A zum Sieveringer Friedhof. Sie wurde am 1. November 1985 eingeführt und verkehrte im Anschluss an die reguläre Linie 39A. Zum 1. November 2012 wurde sie schließlich in Linie 39B umbenannt, das heißt, sie verkehrte letztmals am 24. Dezember 2011.
Außerhalb Wiens konnten in Österreich gestrichene Liniensignale nur noch bei der Straßenbahn Linz beobachtet werden. Dort verwendete man ab 1985 für die verschiedenen Kurzführungen der Linie 1 – die bis dahin als Linie 2 liefen – sowie für Einrückfahrten gestrichene Liniensignale. Mit Umstellung auf Matrixanzeigen Mitte der 2000er Jahre endete diese Kennzeichnung wieder und wurde durch einen dem Liniensignal nachgestellten Stern ersetzt.

### Portugal
In Portugal waren gestrichene Liniennummern früher bei kurzgeführten und einrückenden Kursen der Straßenbahn Lissabon sowie der Straßenbahn Coimbra anzutreffen.

### Schweiz
Beim Regionalverkehr Bern–Solothurn (RBS) verkehrten ab 1974 die vier von Bern ausgehenden Vorortlinien, die seit 2004 in die S-Bahn Bern integriert sind, teilweise mit gestrichenen Linienbuchstaben: Linie J bis Jegenstorf, Linie J nur bis Urtenen; Linie S bis Solothurn, Linie S nur bis Jegenstorf oder Zollikofen; Linie W bis Worb, Linie W nur bis Ittigen. Gleiches galt ab 1987 für die Linie G nach Worb, deren bis Gümligen kurzgeführte Kurse bis zur 2010 erfolgten Integration der Strecke in das Berner Tramnetz als Linie G beschildert waren.
Bei der Straßenbahn Genf gab es vom 9. Dezember 2007 bis zur Netzreform vom 11. Dezember 2011 die beiden „gestrichenen“ Linien 14 und 17 mit verkürzter Linienführung, sie ergänzten beziehungsweise ersetzten die längeren Stammlinien 14 und 17. In früheren Jahren existierten in Genf jedoch noch weitere gestrichene Liniennummern, teilweise auch mit roten Liniennummern kombiniert. Darüber hinaus zeigten früher außerdem bei der Straßenbahn Basel rote Diagonalbalken an, dass die Strecke nicht bis zur Endhaltestelle gefahren wurde, ebenso waren bei der Strassenbahn Lausanne gestrichene Liniensignale anzutreffen.

### Türkei
In der Türkei waren gestrichene Liniennummern früher bei der Straßenbahn Istanbul anzutreffen.

### Vereinigte Staaten

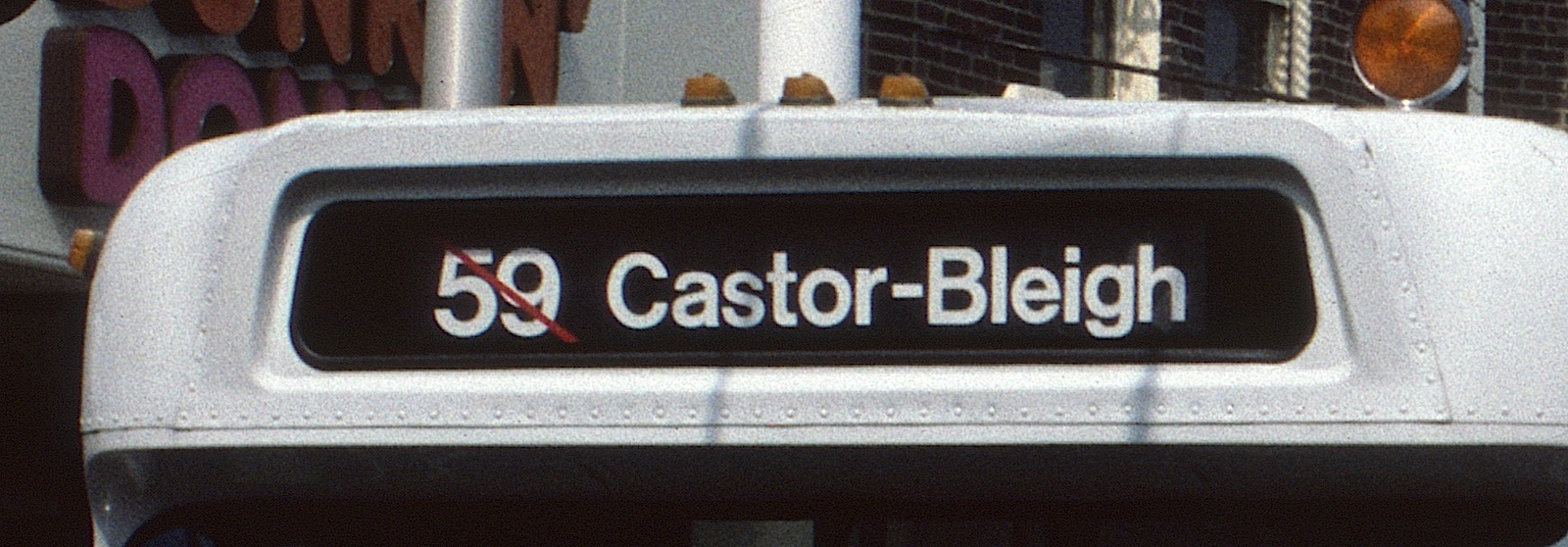
Die gestrichene Oberleitungsbuslinie 59 in Philadelphia, 1984

In den Vereinigten Staaten waren gestrichene Liniennummern früher zum Beispiel in Boston, Chicago und Philadelphia anzutreffen.

## Varianten

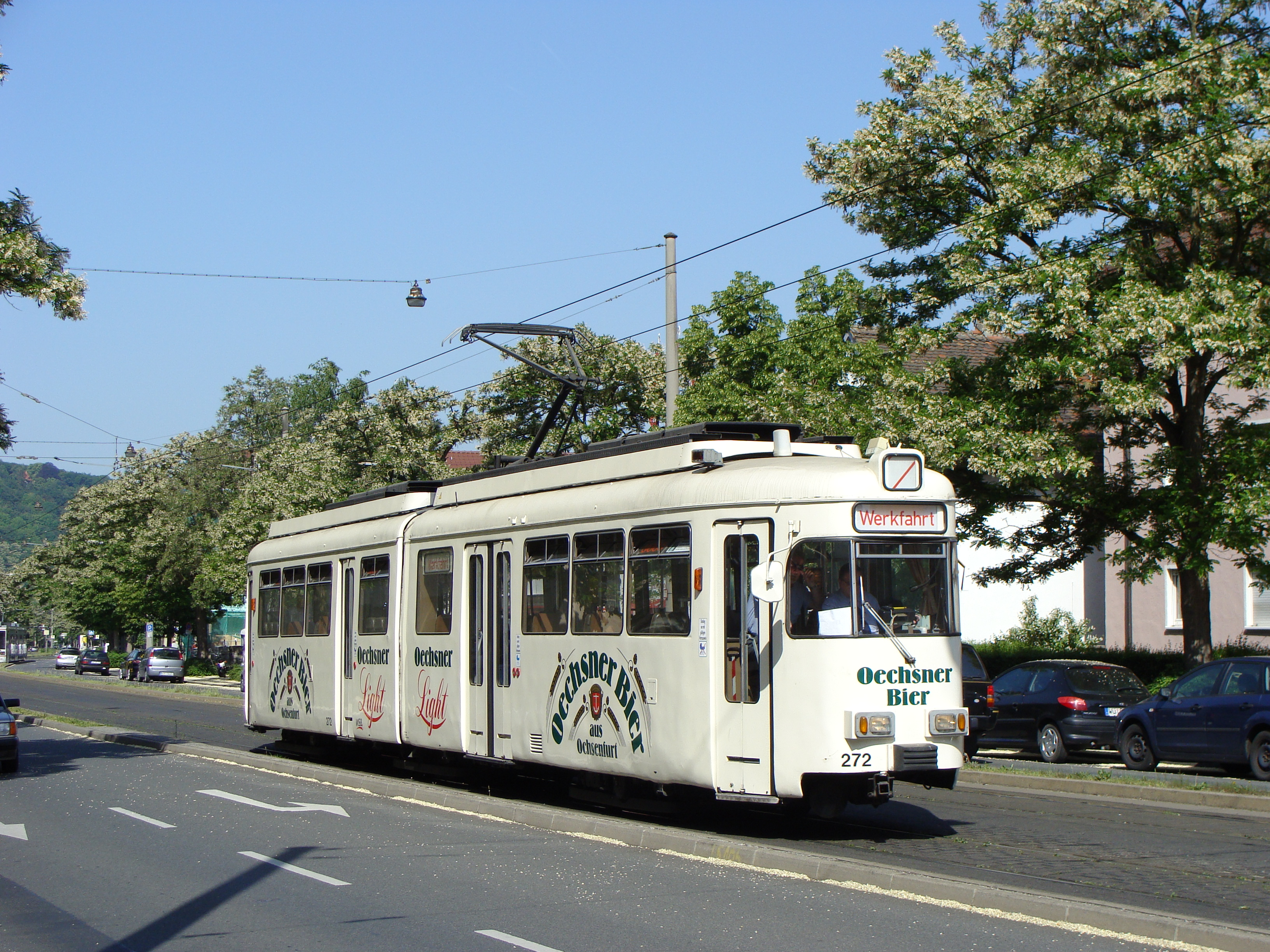
Eine sogenannte Werkfahrt ohne Fahrgäste in Würzburg

- Bei der Straßenbahn Freiburg im Breisgau werden sowohl Ein- und Ausrückfahrten als auch Betriebsfahrten ohne Fahrgastbeförderung mit einem roten Schrägstrich auf weißem Grund gekennzeichnet, der jedoch die Liniennummer komplett ersetzt. Die Straßenbahn Würzburg verwendet die gleiche Kennzeichnung, jedoch nur für reine Betriebsfahrten.
- In Rom kannte man früher neben gestrichenen Linien auch gekreuzte Linien. So gab es die Straßenbahnlinien 13 und 35 zeitweise in jeweils drei Varianten, das heißt regulär, gestrichen und gekreuzt.[26][27] Im Vergleich zu den gestrichenen Linien befuhren die gekreuzten Linien dabei eine noch kürzere Strecke. Alternativ wurde statt der Durchkreuzung ein der Liniennummer nachgestelltes X in roter Farbe verwendet, so beispielsweise bei der Autobuslinie 93 crociato respektive 93X in den 1960er Jahren.[28]
- Bei der Strassenbahn Neuenburg dienten gestrichene Liniennummern als zusätzliche Kennzeichnung für einen Vorläuferzug beim Folgezugbetrieb. Dabei war analog zur eigentlichen Folgezugtafel, einer kreisrunden grünen Blechscheibe mit einem weißen Diagonalbalken, auch die schwarze Liniennummer grün hinterlegt und mit einem weißen Diagonalbalken gestrichen. Allerdings war diese Variante nur bei den vier 1962 gebraucht aus Genua übernommenen Gelenktriebwagen mit den Betriebsnummern 1101 bis 1104 anzutreffen.
- Die ehemalige Compagnie des tramways électriques de Lille et sa banlieue (TELB) variierte bei bestimmten Linien die Farbe des Diagonalstrichs. Dieser konnte rot, grün oder blau ausgeführt sein und wies auf eine jeweils andere Streckenführung hin.